# Lista de medalhas brasileiras nos Jogos Olímpicos
A relação abaixo é uma lista de medalhas brasileiras nos Jogos Olímpicos. Das 33 edições de Verão, sendo 29 oficiais realizadas, 1 especial realizada e 3 oficiais canceladas, o Brasil esteve representado em 24 oportunidades.
Atletas enviados pelo Comitê Olímpico Brasileiro conquistaram um total de 170 medalhas (40 de ouro, 49 de prata e 81 de bronze) em 64 modalidades de 17 esportes.
O país também já participou de nove edições dos Jogos Olímpicos de Inverno, porém sem conquistar ainda nenhuma medalha.

## Medalhistas

### Paris 2024
| Medalha | Atleta | Esporte             | Modalidade              |
| ------- | --- | ------------------- | ----------------------- |
| ouro    | Beatriz Souza | judô                | peso pesado (+78 kg)    |
| ouro    | Rebeca Andrade | ginástica artística | solo                    |
| ouro    | Ana Patrícia Ramos e Duda Lisboa | voleibol de praia   | feminino                |
| prata   | Willian Lima | judô                | peso meio-leve (-66 kg) |
| prata   | Caio Bonfim | atletismo           | marcha atlética (20 km) |
| prata   | Rebeca Andrade | ginástica artística | individual geral        |
| prata   | Rebeca Andrade | ginástica artística | salto sobre a mesa      |
| prata   | Tatiana Weston-Webb | surfe               | feminino                |
| prata   | Isaquias Queiroz | canoagem            | c-1 1000 m              |
| prata   | Seleção Brasileira de Futebol Feminino Adriana Leal, Ana Vitória, Angelina Alonso, Antônia Silva, Duda Sampaio, Gabi Nunes, Gabi Portilho, Jheniffer Cordinali, Kerolin Ferraz, Lauren Eduarda Leal, Lorena Leite, Luciana Dionízio, Ludmila da Silva, Marta Vieira, Priscila Flor da Silva, Rafaelle Souza, Tainá Borges, Tamires Dias, Tarciane Lima, Thaís Ferreira, Vitória Yaya, Yasmim Ribeiro | futebol             | feminino                |
| bronze  | Larissa Pimenta | judô                | peso meio-leve (-52 kg) |
| bronze  | Rayssa Leal | skate               | street feminino         |
| bronze  | Flávia Saraiva, Jade Barbosa, Júlia Soares, Lorrane dos Santos, Rebeca Andrade | ginástica artística | geral por equipes       |
| bronze  | Beatriz Souza, Daniel Cargnin, Guilherme Schimidt, Ketleyn Quadros, Larissa Pimenta, Leonardo Gonçalves, Rafael Macedo, Rafael Silva, Rafaela Silva, Willian Lima | judô                | equipes misto           |
| bronze  | Beatriz Ferreira | boxe                | peso leve (-60 kg)      |
| bronze  | Gabriel Medina | surfe               | masculino               |
| bronze  | Augusto Akio | skate               | park masculino          |
| bronze  | Edival Pontes | taekwondo           | peso leve (-68 kg)      |
| bronze  | Alison dos Santos | atletismo           | 400 m com barreiras     |
| bronze  | Seleção Brasileira de Voleibol Feminino Ana Cristina de Souza, Carol Silva, Diana Alecrim, Gabi Guimarães, Júlia Bergmann, Lorenne Geraldo, Macris Carneiro, Natinha Araújo, Nyeme Costa, Roberta Ratzke, Rosamaria Montibeller, Tainara Santos, Thaísa Daher | voleibol            | feminino                |

### Tóquio 2020
| Medalha | Atleta | Esporte             | Modalidade                |
| ------- | --- | ------------------- | ------------------------- |
| ouro    | Ítalo Ferreira | surfe               | masculino                 |
| ouro    | Rebeca Andrade | ginástica artística | salto sobre a mesa        |
| ouro    | Kahena Kunze e Martine Grael | vela                | classe 49er FX            |
| ouro    | Ana Marcela Cunha | natação             | maratona aquática         |
| ouro    | Isaquias Queiroz | canoagem            | c-1 1000 m                |
| ouro    | Hebert Conceição | boxe                | peso médio (-75 kg)       |
| ouro    | Seleção Brasileira de Futebol Masculino Abner Vinícius, Aderbar Santos, Antony Matheus, Brenno Fraga, Bruno Fuchs, Bruno Guimarães, Claudinho Leonel, Daniel Alves, Diego Carlos, Douglas Luiz, Gabriel Martinelli, Gabriel Menino, Guilherme Arana, Lucão Galdino, Malcom Filipe, Matheus Cunha, Matheus Henrique, Nino Mota, Paulinho Sampaio, Reinier Jesus, Ricardo Graça, Richarlison de Andrade | futebol             | masculino                 |
| prata   | Kelvin Hoefler | skate               | street masculino          |
| prata   | Rayssa Leal | skate               | street feminino           |
| prata   | Rebeca Andrade | ginástica artística | individual geral          |
| prata   | Pedro Barros | skate               | park masculino            |
| prata   | Beatriz Ferreira | boxe                | peso leve (-60 kg)        |
| prata   | Seleção Brasileira de Voleibol Feminino Ana Cristina de Souza, Bia Correa, Camila Brait, Carol Gattaz, Carol Silva, Fernanda Garay, Gabi Guimarães, Macris Carneiro, Natália Pereira, Roberta Ratzke, Rosamaria Montibeller | voleibol            | feminino                  |
| bronze  | Daniel Cargnin | judô                | peso meio-leve (-66 kg)   |
| bronze  | Mayra Aguiar | judô                | peso meio-pesado (-78 kg) |
| bronze  | Fernando Scheffer | natação             | 200 m livre               |
| bronze  | Laura Pigossi e Luisa Stefani | tênis               | duplas feminino           |
| bronze  | Bruno Fratus | natação             | 50 m livre                |
| bronze  | Alison dos Santos | atletismo           | 400 m com barreiras       |
| bronze  | Abner Teixeira | boxe                | peso pesado (-91 kg)      |
| bronze  | Thiago Braz | atletismo           | salto com vara            |

### Rio 2016
| Medalha | Atleta | Esporte             | Modalidade                |
| ------- | --- | ------------------- | ------------------------- |
| ouro    | Rafaela Silva | judô                | peso leve (-57 kg)        |
| ouro    | Thiago Braz | atletismo           | salto com vara            |
| ouro    | Robson Conceição | boxe                | peso leve (-60 kg)        |
| ouro    | Kahena Kunze e Martine Grael | vela                | classe 49er FX            |
| ouro    | Alison Cerutti e Bruno Schmidt | voleibol de praia   | masculino                 |
| ouro    | Seleção Brasileira de Futebol Masculino Douglas Santos, Felipe Ânderson, Gabriel Barbosa, Gabriel Jesus, Luan Garcia, Luan Guilherme, Marquinhos Aoás, Neymar Júnior, Rafinha Alcântara, Renato Augusto, Rodrigo Caio, Rodrigo Dourado, Thiago Maia, Uílson Pedruzzi, Walace Souza Silva, Weverton Pereira, William de Asevedo, Zeca Cracco | futebol             | masculino                 |
| ouro    | Seleção Brasileira de Voleibol Masculino Bruno Rezende, Douglas Souza, Éder Carbonera, Evandro Guerra, Lipe Fonteles, Lucão Saatkamp, Maurício Borges, Maurício Souza, Ricardo Lucarelli, Sérgio Dutra, Wallace de Souza, William Arjona | voleibol            | masculino                 |
| prata   | Felipe Wu | tiro esportivo      | pistola de ar 10 m        |
| prata   | Diego Hypólito | ginástica artística | solo                      |
| prata   | Arthur Zanetti | ginástica artística | argolas                   |
| prata   | Isaquias Queiroz | canoagem            | c-1 1000 m                |
| prata   | Ágatha Bednarczuk e Bárbara Seixas | voleibol de praia   | feminino                  |
| prata   | Erlon de Souza e Isaquias Queiroz | canoagem            | c-2 1000 m                |
| bronze  | Mayra Aguiar | judô                | peso meio-pesado (-78 kg) |
| bronze  | Rafael Silva | judô                | peso pesado (+100 kg)     |
| bronze  | Arthur Nory Mariano | ginástica artística | solo                      |
| bronze  | Poliana Okimoto | natação             | maratona aquática         |
| bronze  | Isaquias Queiroz | canoagem            | c-1 200 m                 |
| bronze  | Maicon de Andrade | taekwondo           | peso pesado (+80 kg)      |

### Londres 2012
| Medalha | Atleta | Esporte             | Modalidade                |
| ------- | --- | ------------------- | ------------------------- |
| ouro    | Sarah Menezes | judô                | peso ligeiro (-48 kg)     |
| ouro    | Arthur Zanetti | ginástica artística | argolas                   |
| ouro    | Seleção Brasileira de Voleibol Feminino Adenízia da Silva, Dani Lins, Fabi Alvim, Fabiana Claudino, Fernanda Ferreira, Fernanda Garay, Jaqueline Carvalho, Natália Pereira, Paula Pequeno, Sheilla Castro, Tandara Caixeta, Thaísa Daher                                                                                  | voleibol            | feminino                  |
| prata   | Thiago Pereira | natação             | 400 m medley              |
| prata   | Esquiva Falcão | boxe                | peso médio (-75 kg)       |
| prata   | Alison Cerutti e Emanuel Rego | voleibol de praia   | masculino                 |
| prata   | Seleção Brasileira de Futebol Masculino Alex Sandro, Alexandre Pato, Bruno Uvini, Danilo Luiz, Gabriel Vasconcellos, Hulk Vieira, Juan Jesus, Leandro Damião, Lucas Moura, Marcelo Vieira, Neto Murara, Neymar Júnior, Oscar Emboaba, Paulo Henrique Ganso, Rafael Pereira, Rômulo Monteiro, Sandro Ranieri, Thiago Silva | futebol             | masculino                 |
| prata   | Seleção Brasileira de Voleibol Masculino Bruno Rezende, Dante Amaral, Giba Godoy, Leandro Vissotto, Lucão Saatkamp, Murilo Endres, Ricardinho Garcia, Rodrigão Santana, Sérgio Dutra, Sidão dos Santos, Thiago Alves, Wallace de Souza                                                                                    | voleibol            | masculino                 |
| bronze  | Felipe Kitadai | judô                | peso ligeiro (-60 kg)     |
| bronze  | Mayra Aguiar | judô                | peso meio-pesado (-78 kg) |
| bronze  | Rafael Silva | judô                | peso pesado (+100 kg)     |
| bronze  | César Cielo | natação             | 50 m livre                |
| bronze  | Bruno Prada e Robert Scheidt | vela                | classe star               |
| bronze  | Juliana Silva e Larissa França | voleibol de praia   | feminino                  |
| bronze  | Adriana Araújo | boxe                | peso leve (-60 kg)        |
| bronze  | Yamaguchi Falcão | boxe                | peso meio-pesado (-81 kg) |
| bronze  | Yane Marques | pentatlo moderno    | feminino                  |

### Pequim 2008
| Medalha | Atleta | Esporte           | Modalidade              |
| ------- | --- | ----------------- | ----------------------- |
| ouro    | César Cielo | natação           | 50 m livre              |
| ouro    | Maurren Maggi | atletismo         | salto em distância      |
| ouro    | Seleção feminina de voleibol Carol Albuquerque, Fabi Alvim, Fabiana Claudino, Hélia Fofão, Jaqueline Carvalho, Mari Steinbrecher, Paula Pequeno, Sassá Gonzaga, Sheilla Castro, Thaísa Daher, Valeskinha Menezes, Walewska Oliveira | voleibol          | feminino                |
| prata   | Bruno Prada e Robert Scheidt | vela              | classe star             |
| prata   | Seleção Brasileira de Futebol Feminino Andréia Rosa, Andréia Suntaque, Bárbara Barbosa, Cristiane Rozeira, Daniela Alves, Delma Pretinha, Érika Santos, Ester Santos, Fabiana Simões, Francielle Alberto, Marta Vieira, Maurine Gonçalves, Maycon Santos, Miraíldes Formiga, Renata Kóki, Rosana Augusto, Simone Jatobá, Tânia Maranhão | futebol           | feminino                |
| prata   | Fabio Luiz Magalhães e Márcio Araújo | voleibol de praia | masculino               |
| prata   | Seleção Brasileira de Voleibol Masculino Anderson Rodrigues, André Heller, André Nascimento, Bruno Rezende, Dante Amaral, Giba Godoy, Gustavo Endres, Marcelinho Elgarten, Murilo Endres, Rodrigão Santana, Samuel Fuchs, Sérgio Dutra                                                                                                  | voleibol          | masculino               |
| bronze  | Ketleyn Quadros | judô              | peso leve (-57 kg)      |
| bronze  | Leandro Guilheiro | judô              | peso leve (-73 kg)      |
| bronze  | Tiago Camilo | judô              | peso meio-médio (-81kg) |
| bronze  | César Cielo | natação           | 100 m livre             |
| bronze  | Fernanda Oliveira e Isabel Swan | vela              | classe 470              |
| bronze  | Lucimar de Moura, Rosângela Santos, Rosemar Coelho, Thaíssa Presti | atletismo         | 4x100 m rasos           |
| bronze  | Bruno Lins, José Carlos Codó, Sandro Viana, Vicente Lenílson | atletismo         | 4x100 m rasos           |
| bronze  | Emanuel Rego e Ricardo Santos | voleibol de praia | masculino               |
| bronze  | Seleção Brasileira de Futebol Masculino Alex Silva, Alexandre Pato, Anderson Abreu, Breno Borges, Diego Alves, Diego Ribas, Hernanes Lima, Ilsinho Dias, Jô de Assis, Lucas Leiva, Marcelo Vieira, Rafael Sóbis, Rafinha Souza, Ramires Nascimento, Renan Soares, Ronaldinho Moreira, Thiago Neves, Thiago Silva                        | futebol           | masculino               |
| bronze  | Natália Falavigna | taekwondo         | peso médio (-67 kg)     |

### Atenas 2004
| Medalha | Atleta | Esporte           | Modalidade                    |
| ------- | --- | ----------------- | ----------------------------- |
| ouro    | Robert Scheidt | vela              | classe laser                  |
| ouro    | Emanuel Rego e Ricardo Santos | voleibol de praia | masculino                     |
| ouro    | Rodrigo Pessoa | hipismo           | concurso de saltos individual |
| ouro    | Marcelo Ferreira e Torben Grael | vela              | classe star                   |
| ouro    | Seleção Brasileira de Voleibol Masculino Anderson Rodrigues, André Heller, André Nascimento, Dante Amaral, Giba Godoy, Giovane Gávio, Gustavo Endres, Maurício Lima, Nalbert Bitencourt, Ricardinho Garcia, Rodrigão Santana, Sérgio Dutra | voleibol          | masculino                     |
| prata   | Adriana Behar e Shelda Bedê | voleibol de praia | feminino                      |
| prata   | Seleção Brasileira de Futebol Feminino Aline Pellegrino, Andréia Suntaque, Cristiane Rozeira, Daniela Alves, Dayane Rocha, Delma Pretinha, Elaine Estrela, Grazi Nascimento, Juliana Cabral, Kelly Cristina, Marlisa Maravilha, Marta Vieira, Maycon Santos, Miraíldes Formiga, Mônica de Paula, Renata Kóki, Rosana Augusto, Roseli de Belo, Tânia Maranhão | futebol           | feminino                      |
| bronze  | Leandro Guilheiro | judô              | peso leve (-73 kg)            |
| bronze  | Flávio Canto | judô              | peso meio-médio (-81 kg)      |
| bronze  | Vanderlei Cordeiro de Lima | atletismo         | maratona                      |

### Sydney 2000
| Medalha | Atleta | Esporte           | Modalidade                     |
| ------- | --- | ----------------- | ------------------------------ |
| prata   | Tiago Camilo | judô              | peso leve (-73 kg)             |
| prata   | Carlos Honorato | judô              | peso médio (-90 kg)            |
| prata   | Adriana Behar e Shelda Bedê | voleibol de praia | feminino                       |
| prata   | Ricardo Santos e Zé Marco Melo | voleibol de praia | masculino                      |
| prata   | Robert Scheidt | vela              | classe laser                   |
| prata   | André Domingos, Claudinei Quirino, Cláudio Roberto Souza, Édson Luciano, Vicente Lenílson | atletismo         | 4x100 m rasos                  |
| bronze  | Carlos Jayme, Edvaldo Valério, Fernando Scherer, Gustavo Borges | natação           | 4x100 m livre                  |
| bronze  | Adriana Samuel e Sandra Pires | voleibol de praia | feminino                       |
| bronze  | Álvaro Doda de Miranda Neto, André Johannpeter, Luiz Felipe de Azevedo, Rodrigo Pessoa | hipismo           | concurso de saltos por equipes |
| bronze  | Marcelo Ferreira e Torben Grael | vela              | classe star                    |
| bronze  | Seleção Brasileira de Voleibol Feminino Elisângela Oliveira, Érika Coimbra, Hélia Fofão, Janina Conceição, Karin Rodrigues, Kátia Lopes, Kelly Fraga, Leila Barros, Raquel Silva, Ricarda Negrão, Virna Dias, Walewska Oliveira       | voleibol          | feminino                       |
| bronze  | Seleção Brasileira de Basquetebol Feminino Adriana Santos, Adrianinha Pinto Mafra, Alessandra Santos, Cíntia Tuiú, Claudinha Neves, Helen Luz, Janeth Arcain, Kelly Santos, Lilian Gonçalves, Marta Sobral, Silvinha Luz, Zaine David | basquetebol       | feminino                       |

### Atlanta 1996
| Medalha | Atleta | Esporte           | Modalidade                     |
| ------- | --- | ----------------- | ------------------------------ |
| ouro    | Jaqueline Silva e Sandra Pires | voleibol de praia | feminino                       |
| ouro    | Marcelo Ferreira e Torben Grael | vela              | classe star                    |
| ouro    | Robert Scheidt | vela              | classe laser                   |
| prata   | Gustavo Borges | natação           | 200 m livre                    |
| prata   | Adriana Samuel e Mônica Rodrigues | voleibol de praia | feminino                       |
| prata   | Seleção Brasileira de Basquetebol Feminino Adriana Santos, Alessandra Santos, Branca Gonçalves, Cíntia Tuiú, Cláudia Pastor, Hortência Marcari, Janeth Arcain, Leila Sobral, Marta Sobral, Paula Gonçalves, Roseli Gustavo, Silvinha Luz | basquetebol       | feminino                       |
| bronze  | Aurélio Miguel | judô              | peso meio-pesado (-95 kg)      |
| bronze  | Gustavo Borges | natação           | 100 m livre                    |
| bronze  | Henrique Guimarães | judô              | peso meio-leve (-65 kg)        |
| bronze  | Fernando Scherer | natação           | 50 m livre                     |
| bronze  | Kiko Pelicano e Lars Grael | vela              | classe tornado                 |
| bronze  | Álvaro Doda de Miranda Neto, André Johannpeter, Luiz Felipe de Azevedo, Rodrigo Pessoa | hipismo           | concurso de saltos por equipes |
| bronze  | Seleção Brasileira de Futebol Masculino Aldair Nascimento, Alexandre Amaral, André Luiz Moreira, Bebeto Gama, Danrlei Hinterholz, Dida da Silva, Flávio Conceição, Juninho Paulista, Luizão Goulart, Marcelinho Paulista, Narciso dos Santos, Rivaldo Borba, Roberto Carlos, Ronaldo Guiaro, Ronaldo Nazário, Sávio Pimentel, Zé Elias Moedim, Zé Maria Ferreira | futebol           | masculino                      |
| bronze  | Seleção Brasileira de Voleibol Feminino Ana Flávia Sanglard, Ana Moser, Ana Paula Henkel, Fernanda Venturini, Filó Bodziak, Hélia Fofão, Hilma Caldeira, Ida Álvares, Leila Barros, Márcia Fu, Sandra Suruagy, Virna Dias | voleibol          | feminino                       |
| bronze  | André Domingos, Arnaldo Oliveira, Édson Luciano, Robson Caetano | atletismo         | 4x100 m rasos                  |

### Barcelona 1992
| Medalha | Atleta | Esporte  | Modalidade              |
| ------- | --- | -------- | ----------------------- |
| ouro    | Rogério Sampaio | judô     | peso meio-leve (-65 kg) |
| ouro    | Seleção Brasileira de Voleibol Masculino Amauri Ribeiro, André Felippe Pampa, Carlão Gouveia, Douglas Chiarotti, Giovane Gávio, Janelson Carvalho, Jorge Édson, Marcelo Negrão, Maurício Lima, Paulão Jukoski, Talmo Oliveira, Tande Samuel | voleibol | masculino               |
| prata   | Gustavo Borges | natação  | 100 m livre             |

### Seul 1988
| Medalha | Atleta | Esporte   | Modalidade                |
| ------- | --- | --------- | ------------------------- |
| ouro    | Aurélio Miguel | judô      | peso meio-pesado (-95 kg) |
| prata   | Joaquim Cruz | atletismo | 800 m rasos               |
| prata   | Seleção Brasileira de Futebol Masculino Ademir Roque, Aloísio Pires, André Cruz, Bebeto Gama, Cláudio Taffarel, Edmar Bernardes, Geovani Silva, Hamilton Careca, Iomar Mazinho, João Batista Viana, João Paulo Donizetti, Jorge Andrade, Jorginho Amorim, José Ferreira Neto, Luís Carlos Winck, Milton Souza, Nelsinho Kerchner, Ricardo Gomes, Romário Faria, Valdo Cândido, Zé Carlos da Costa | futebol   | masculino                 |
| bronze  | Nelson Falcão e Torben Grael | vela      | classe star               |
| bronze  | Clinio Freitas e Lars Grael | vela      | classe tornado            |
| bronze  | Robson Caetano | atletismo | 200 m rasos               |

### Los Angeles 1984
| Medalha | Atleta | Esporte   | Modalidade                |
| ------- | --- | --------- | ------------------------- |
| ouro    | Joaquim Cruz | atletismo | 800 m rasos               |
| prata   | Ricardo Prado | natação   | 400 m medley              |
| prata   | Daniel Adler, Ronaldo Senfft e Torben Grael | vela      | classe soling             |
| prata   | Douglas Vieira | judô      | peso meio-pesado (-95 kg) |
| prata   | Seleção Brasileira de Futebol Masculino Ademir Roque, André Luís Ferreira, Carlos Dunga, Chicão Vidal, Davi Cortes, Gilmar Popoca, Gilmar Rinaldi, João Kita, Jorge Pinga, Luís Henrique Dias, Luiz Carlos Winck, Mauro Galvão, Mílton Cruz, Paulo Santos, Ronaldo Moraes, Silvinho Paiva, Tonho Gil | futebol   | masculino                 |
| prata   | Seleção Brasileira de Voleibol Masculino Amauri Ribeiro, Antônio Carlos Badalhoca, Bernard Rajzman, Bernardinho Rezende, Domingos Maracanã, Fernandão Ávila, José Montanaro, Marcus Vinícius Freire, Mário Xandó, Renan Dal Zotto, Rui Campos, William Carvalho                                      | voleibol  | masculino                 |
| bronze  | Luiz Onmura | judô      | peso leve (-71 kg)        |
| bronze  | Walter Carmona | judô      | peso médio (-86 kg)       |

### Moscou 1980
| Medalha | Atleta                                                       | Esporte   | Modalidade     |
| ------- | ------------------------------------------------------------ | --------- | -------------- |
| ouro    | Alexandre Welter e Lars Björkström                           | vela      | classe Tornado |
| ouro    | Eduardo Penido e Marcos Soares                               | vela      | classe 470     |
| bronze  | Cyro Delgado, Djan Madruga, Jorge Fernandes, Marcus Mattioli | natação   | 4x200 m livre  |
| bronze  | João Carlos de Oliveira                                      | atletismo | salto triplo   |

### Montreal 1976
| Medalha | Atleta                         | Esporte   | Modalidade             |
| ------- | ------------------------------ | --------- | ---------------------- |
| bronze  | Peter Ficker e Reinaldo Conrad | vela      | classe flying dutchman |
| bronze  | João Carlos de Oliveira        | atletismo | salto triplo           |

### Munique 1972
| Medalha | Atleta           | Esporte   | Modalidade                |
| ------- | ---------------- | --------- | ------------------------- |
| bronze  | Chiaki Ishii     | judô      | peso meio-pesado (-93 kg) |
| bronze  | Nelson Prudêncio | atletismo | salto triplo              |

### Cidade do México 1968
| Medalha | Atleta                            | Esporte   | Modalidade             |
| ------- | --------------------------------- | --------- | ---------------------- |
| prata   | Nelson Prudêncio                  | atletismo | salto triplo           |
| bronze  | Burkhard Cordes e Reinaldo Conrad | vela      | classe flying dutchman |
| bronze  | Servílio de Oliveira              | boxe      | peso mosca (-51 kg)    |

### Tóquio 1964
| Medalha | Atleta | Esporte     | Modalidade |
| ------- | --- | ----------- | ---------- |
| bronze  | Seleção Brasileira de Basquetebol Masculino Amaury Pasos, Antônio Sucar, Carlos Mosquito, Carmo Rosa Branca, Édson Bispo, Edvar Simões, Fritz Braun, Jatyr Schall, Sérgio Macarrão, Ubiratan Maciel, Victor Mirshawka, Wlamir Marques | basquetebol | masculino  |

### Roma 1960
| Medalha | Atleta | Esporte     | Modalidade  |
| ------- | --- | ----------- | ----------- |
| bronze  | Manuel dos Santos Júnior | natação     | 100 m livre |
| bronze  | Seleção Brasileira de Basquetebol Masculino Amaury Pasos, Antônio Sucar, Carlos Mosquito, Carmo Rosa Branca, Édson Bispo, Fernando Brobró, Jatyr Schall, Moysés Blás, Waldemar Blatkauskas, Waldyr Boccardo, Wlamir Marques, Zenny Algodão | basquetebol | masculino   |

### Melbourne 1956
| Medalha | Atleta                    | Esporte   | Modalidade   |
| ------- | ------------------------- | --------- | ------------ |
| ouro    | Adhemar Ferreira da Silva | atletismo | salto triplo |

### Helsinque 1952
| Medalha | Atleta                    | Esporte   | Modalidade      |
| ------- | ------------------------- | --------- | --------------- |
| ouro    | Adhemar Ferreira da Silva | atletismo | salto triplo    |
| bronze  | José Telles da Conceição  | atletismo | salto em altura |
| bronze  | Tetsuo Okamoto            | natação   | 1500 m livre    |

### Londres 1948
| Medalha | Atleta | Esporte     | Modalidade |
| ------- | --- | ----------- | ---------- |
| bronze  | Seleção Brasileira de Basquetebol Masculino Affonso Évora, Alberto Marson, Alexandre Gemignani, Alfredo da Motta, Chico Braz, Guilherme Rodrigues, Luís Benvenuti, Marcus Vinícius Dias, Massinet Sorcinelli, Nilton Pacheco, Ruy de Freitas, Zenny Algodão | basquetebol | masculino  |

(*) Algumas publicações não registram as participações de Guilherme Rodrigues e Luís Benvenuti que foram suplentes no grupo que conquistou a medalha de bronze em 1948, mas não entraram em nenhuma partida da campanha.

### Antuérpia 1920
| Medalha | Atleta                                                                                 | Esporte        | Modalidade                    |
| ------- | -------------------------------------------------------------------------------------- | -------------- | ----------------------------- |
| ouro    | Guilherme Paraense                                                                     | tiro esportivo | pistola rápida 25 m           |
| prata   | Afrânio da Costa                                                                       | tiro esportivo | pistola livre 50 m            |
| bronze  | Afrânio da Costa, Dario Barbosa, Fernando Soledade, Guilherme Paraense, Sebastião Wolf | tiro esportivo | pistola livre por equipe 50 m |

## Medalhas por edição
Após estrear em Jogos Olímpicos na Antuérpia conquistando de cara 3 medalhas, uma de cada cor, o país passou as 4 edições seguintes sem nenhum pódio. A partir da edição de Londres 1948 sempre houve pelo menos uma conquista. Até Barcelona 1992 o Brasil nunca havia conquistado um número significativo de medalhas na casa de 2 dígitos. Los Angeles 1984 foi o máximo desse período, com 8 pódios.
A partir dos Jogos de Atlanta 1996 sempre aconteceram, no mínimo, 10 pódios e na Atenas 2004 o Brasil superou a Argentina e desde então é a 1.ª força da América do Sul e a 4.ª força das Américas, atrás apenas de Estados Unidos, Canadá e Cuba, ocupando após os Jogos de Paris 2024 a 32.ª colocação geral.
O recorde em número de medalhas ocorreu na Tóquio 2020, com 21 conquistas brasileiras, quando também terminou com a melhor colocação da história dos Jogos, na 12.ª posição. O recorde de medalhas de ouro, 7, aconteceu na Rio 2016, se repetindo nos Jogos seguintes, em Tóquio. O recorde de medalhas de prata se estabeleceu na Paris 2024, com 7 vices. O maior número de medalhas de bronze se deu na Pequim 2008, 10 conquistas, feito que se repetiu em Paris.
Abaixo a tabela de medalhas brasileiras conquistadas por edição.
| Ano  | Local            | Ouro | Prata | Bronze | Total | Colocação |
| ---- | ---------------- | ---- | ----- | ------ | ----- | --------- |
| 2024 | Paris            | 3    | 7     | 10     | 20    | 20.°      |
| 2020 | Tóquio           | 7    | 6     | 8      | 21    | 12.°      |
| 2016 | Rio de Janeiro   | 7    | 6     | 6      | 19    | 13.°      |
| 2012 | Londres          | 3    | 5     | 9      | 17    | 22.°      |
| 2008 | Pequim           | 3    | 4     | 10     | 17    | 22.°      |
| 2004 | Atenas           | 5    | 2     | 3      | 10    | 16.°      |
| 2000 | Sydney           | 0    | 6     | 6      | 12    | 52.°      |
| 1996 | Atlanta          | 3    | 3     | 9      | 15    | 25.°      |
| 1992 | Barcelona        | 2    | 1     | 0      | 3     | 25.°      |
| 1988 | Seul             | 1    | 2     | 3      | 6     | 24.°      |
| 1984 | Los Angeles      | 1    | 5     | 2      | 8     | 19.°      |
| 1980 | Moscou           | 2    | 0     | 2      | 4     | 17.°      |
| 1976 | Montreal         | 0    | 0     | 2      | 2     | 36.°      |
| 1972 | Munique          | 0    | 0     | 2      | 2     | 41.°      |
| 1968 | Cidade do México | 0    | 1     | 2      | 3     | 35.°      |
| 1964 | Tóquio           | 0    | 0     | 1      | 1     | 35.°      |
| 1960 | Roma             | 0    | 0     | 2      | 2     | 39.°      |
| 1956 | Melbourne        | 1    | 0     | 0      | 1     | 24.°      |
| 1952 | Helsinque        | 1    | 0     | 2      | 3     | 24.°      |
| 1948 | Londres          | 0    | 0     | 1      | 1     | 34.°      |
| 1944 | Londres          | -    | -     | -      | -     | JC        |
| 1940 | Tóquio           | -    | -     | -      | -     | JC        |
| 1936 | Berlim           | 0    | 0     | 0      | 0     | SC        |
| 1932 | Los Angeles      | 0    | 0     | 0      | 0     | SC        |
| 1928 | Amsterdam        | -    | -     | -      | -     | NP        |
| 1924 | Paris            | 0    | 0     | 0      | 0     | SC        |
| 1920 | Antuérpia        | 1    | 1     | 1      | 3     | 15.°      |
| 1916 | Berlim           | -    | -     | -      | -     | JC        |
| 1912 | Estocolmo        | -    | -     | -      | -     | NP        |
| 1908 | Londres          | -    | -     | -      | -     | NP        |
| 1906 | Atenas           | -    | -     | -      | -     | JEI / NP  |
| 1904 | St. Louis        | -    | -     | -      | -     | NP        |
| 1900 | Paris            | -    | -     | -      | -     | NP        |
| 1896 | Atenas           | -    | -     | -      | -     | NP        |

Legenda:
- NP - Não participou
- JEI - Jogos especiais intercalares
- JC - Jogos cancelados
- SC - Sem colocação

## Medalhas especiais
Além das medalhas olímpicas tradicionais, um brasileiro também recebeu a Medalha Pierre de Coubertin, o maratonista Vanderlei Cordeiro de Lima, honraria de exceção outorgada pelo Comitê Olímpico Internacional, devido ao seu espírito esportivo, após ser atacado pelo ex-padre Cornelius Horan quando liderava com grande dianteira a maratona de Atenas 2004 e, mesmo perdendo o ritmo e as primeiras posições, ainda retomou a corrida e conquistou a medalha de bronze.
Já na Los Angeles 1932, outro corredor brasileiro, Adalberto Cardoso, teve que desembarcar do navio no porto de San Francisco, percorreu parte do trajeto até Los Angeles a pé e depois de carona, só chegando ao Los Angeles Memorial Coliseum 10 minutos antes de iniciar a corrida de 10.000 m. Sem ter dormido por 18 horas, sem ter se alimentado direito e sem tempo para se vestir, Cardoso competiu descalço e terminou em último lugar, mas foi aplaudido pelo público e ganhou uma medalha de bronze especial de honra ao mérito em reconhecimento pelo seu esforço.
| Medalha                     | Atleta                     | Esporte / Modalidade | Edição           |
| --------------------------- | -------------------------- | -------------------- | ---------------- |
| Medalha Pierre de Coubertin | Vanderlei Cordeiro de Lima | atletismo / maratona | Atenas 2004      |
| Medalha de Honra ao Mérito  | Adalberto Cardoso          | atletismo / 10000 m  | Los Angeles 1932 |

## Medalhistas em esportes de exibição
Há ainda os medalhistas em esportes de demonstração, ou esportes de exibição, em que seus resultados não são computados pelo COI para o quadro geral de medalhas, porém os atletas que vão ao pódio são agraciados com medalhas de modelo idêntico ao da edição, porém em tamanho reduzido, com 3/4 das dimensões das medalhas oficiais.
É o caso do tênis nos Jogos Olímpicos de Verão de 1968, com a brasileira Suzana Petersen que competiu nas duplas com a equatoriana María Eugenia Guzmán e com o soviético, nascido na Geórgia Teimuraz Kakulia, conquistando três medalhas de bronze ao terminar na terceira posição nas três modalidades (simples, duplas feminino e duplas misto) e do voleibol de praia nos Jogos Olímpicos de Verão de 1992, com as duplas brasileiras do masculino Eduardo Garrido e Roberto Moreira, conseguindo a medalha de prata e André Lima e Guilherme Marques a de bronze. No feminino, a dupla Roseli Ana Timm e Roseliane dos Santos terminou com a medalha de bronze.
Ainda houve um caso específico com o Torneio de wushu nos Jogos Olímpicos de Verão de 2008, chamado simplesmente de "torneio afiliado". A inclusão na programação Olímpica do torneio de artes marciais também chamado no ocidente de Kung Fu foi solicitada pela comissão chinesa, porém o COI cancelou a inclusão de esportes de demonstração ou exibição depois da Barcelona 1992, mas abriu uma exceção para que o wushu fosse disputado com sua anuência, com certas condições: Os lutadores tiveram à sua disposição toda a infra-estrutura dos Jogos; Puderam residir na Vila Olímpica, usar transporte oficial e credenciais e suas lutas foram noticiadas nos informativos oficiais, inclusive com transmissão ao vivo apenas pela TV chinesa; O esporte teve um pictograma próprio; Suas disputas aconteceram no mesmo ginásio que foi palco do torneio de handebol, assim toda a decoração com as inscrições "Beijing 2008", centenas de voluntários e todas as instalações "de nível Olímpico" estiveram à disposição dos envolvidos. Porém as medalhas distribuídas não foram com o modelo oficial dos Jogos, os atletas não puderam participar das Cerimônias de Abertura e Encerramento e não poderia haver nenhuma alusão aos termos "esporte de demonstração" ou "esporte de exibição" em lugar nenhum. Três brasileiros estiveram na disputa e um foi medalhista, o lutador Emerson Nogueira de Almeida conquistou uma medalha de bronze na categoria sanshou (até 85 kg).
A tabela a seguir lista esses feitos.
| Medalha | Edição                | Atleta                                               | Esporte           | Modalidade          |
| ------- | --------------------- | ---------------------------------------------------- | ----------------- | ------------------- |
| bronze  | Cidade do México 1968 | Suzana Petersen                                      | tênis             | simples feminino    |
| bronze  | Cidade do México 1968 | Suzana Petersen e María Eugenia Guzmán (Equador)     | tênis             | duplas feminino     |
| bronze  | Cidade do México 1968 | Suzana Petersen e Teimuraz Kakulia (União Soviética) | tênis             | duplas misto        |
| prata   | Barcelona 1992        | Eduardo Garrido e Roberto Moreira                    | voleibol de praia | duplas masculino    |
| bronze  | Barcelona 1992        | André Lima e Guilherme Marques                       | voleibol de praia | duplas masculino    |
| bronze  | Barcelona 1992        | Roseli Ana Timm e Roseliane dos Santos               | voleibol de praia | duplas feminino     |
| bronze  | Pequim 2008           | Emerson Nogueira de Almeida                          | kung fu           | sanshou (até 85 kg) |

## Medalhas por esporte
A tabela abaixo lista todos os esportes que conquistaram medalhas para o Brasil, seguindo a ordem ouro-prata-bronze. Contudo, as colunas "total de medalhas" e "posição" ordenam os esportes de acordo com o total de medalhas conquistadas. Em caso de igualdade, o critério de desempate se dá pela modalidade ou esporte mais antigo na programação Olímpica.
Com 28 medalhas, o judô é o esporte que mais medalhas deu para o Brasil, seguido pelo voleibol, com 26 conquistas (12 na quadra e 14 na praia), pelo atletismo com 21 pódios e pela vela com 19 medalhas.
O voleibol (quadra e praia) é o esporte com mais medalhas de ouro, num total de 9 títulos, seguido pela vela com 8.
O vôlei também é o esporte mais prateado, foram 7 na praia e 4 na quadra, superando o futebol, com 6.
Já os esportes mais bronzeados são o judô, com 19, o atletismo, com 12, e a natação, com 10.
| Modalidade          | Medalha de ouro | Medalha de prata | Medalha de bronze | Total de medalhas | Posição |
| ------------------- | --------------- | ---------------- | ----------------- | ----------------- | ------- |
| Judô                | 5               | 4                | 19                | 28                | 1.°     |
| Atletismo           | 5               | 4                | 12                | 21                | 2.°     |
| Vela                | 8               | 3                | 8                 | 19                | 3.°     |
| Natação             | 1               | 4                | 10                | 15                | 4.°     |
| Voleibol de praia   | 4               | 7                | 3                 | 14                | 5.°     |
| Voleibol            | 5               | 4                | 3                 | 12                | 6.°     |
| Ginástica artística | 3               | 5                | 2                 | 10                | 7.°     |
| Futebol             | 2               | 6                | 2                 | 10                | 8.°     |
| Boxe                | 2               | 2                | 5                 | 9                 | 9.°     |
| Canoagem            | 1               | 3                | 1                 | 5                 | 10.°    |
| Skate               | 0               | 3                | 2                 | 5                 | 11.°    |
| Basquetebol         | 0               | 1                | 4                 | 5                 | 12.°    |
| Tiro esportivo      | 1               | 2                | 1                 | 4                 | 13.°    |
| Surfe               | 1               | 1                | 1                 | 3                 | 14.°    |
| Hipismo             | 1               | 0                | 2                 | 3                 | 15.°    |
| Taekwondo           | 0               | 0                | 3                 | 3                 | 16.°    |
| Maratona aquática   | 1               | 0                | 1                 | 2                 | 17.°    |
| Pentatlo moderno    | 0               | 0                | 1                 | 1                 | 18.°    |
| Tênis               | 0               | 0                | 1                 | 1                 | 19.°    |
| Total               | 40              | 49               | 81                | 170               | 19      |

## Medalhistas múltiplos

### Bicampeões
O Brasil tem 16 bicampeões Olímpicos: Adhemar Ferreira da Silva (atletismo), Kahena Kunze, Marcelo Ferreira, Martine Grael, Robert Scheidt e Torben Grael (vela), Giovane Gávio, Maurício Lima e Sérgio Dutra (voleibol masculino), Fabi Alvim, Fabiana Claudino, Jaqueline Carvalho, Paula Pequeno, Sheilla Castro e Thaísa Daher (voleibol feminino) e Rebeca Andrade (ginástica artística).
| Atleta                    | Esporte             | Modalidade(s)  | Anos        | Gênero |
| ------------------------- | ------------------- | -------------- | ----------- | ------ |
| Adhemar Ferreira da Silva | Atletismo           | salto triplo   | 1952 e 1956 | M      |
| Fabi Alvim                | Vôlei               | equipe quadra  | 2008 e 2012 | F      |
| Fabiana Claudino          | Vôlei               | equipe quadra  | 2008 e 2012 | F      |
| Giovane Gávio             | Vôlei               | equipe quadra  | 1992 e 2004 | M      |
| Jaqueline Carvalho        | Vôlei               | equipe quadra  | 2008 e 2012 | F      |
| Kahena Kunze              | Vela                | classe 49er FX | 2016 e 2020 | F      |
| Marcelo Ferreira          | Vela                | classe star    | 1996 e 2004 | M      |
| Martine Grael             | Vela                | classe 49er FX | 2016 e 2020 | F      |
| Maurício Lima             | Vôlei               | equipe quadra  | 1992 e 2004 | M      |
| Paula Pequeno             | Vôlei               | equipe quadra  | 2008 e 2012 | F      |
| Rebeca Andrade            | Ginástica Artística | mesa / solo    | 2020 e 2024 | F      |
| Robert Scheidt            | Vela                | classe laser   | 1996 e 2004 | M      |
| Sérgio Dutra              | Vôlei               | equipe quadra  | 2004 e 2016 | M      |
| Sheilla Castro            | Vôlei               | equipe quadra  | 2008 e 2012 | F      |
| Thaísa Daher              | Vôlei               | equipe quadra  | 2008 e 2012 | F      |
| Torben Grael              | Vela                | classe star    | 1996 e 2004 | M      |

### Técnicos recordistas
Não-oficialmente, por não receber medalhas, já que o pódio é só para os atletas, há um brasileiro tricampeão olímpico, o técnico de voleibol José Roberto Guimarães, que liderou ao ouro a equipe masculina na Barcelona 1992 e a equipe feminina na Pequim 2008 e na Londres 2012. Zé Roberto ainda conquistou com o time feminino uma medalha de prata e uma de bronze, respectivamente na Tóquio 2020 e na Paris 2024. Com estas 5 medalhas olímpicas conquistadas ele fica apenas atrás do também treinador de voleibol Bernardinho Rezende em número de pódios. Bernardinho detém 6 conquistas como treinador: Ouro na Atenas 2004 e na Rio 2016; Prata na Pequim 2008 e na Londres 2012; Bronze na Atlanta 1996 e na Sydney 2000, além de uma prata como jogador na Los Angeles 1984.

### Campeões como atletas e como técnicos
Dois brasileiros integram este grupo. Torben Grael, detentor de 5 medalhas olímpicas, dentre as quais os títulos na Atlanta 1996 e na Atenas 2004, também alcançou o feito como treinador das velejadoras Kahena Kunze e Martine Grael na Rio 2016 e na Tóquio 2020, o que faz dele não-oficialmente o único tetracampeão olímpico brasileiro. Nesse grupo também está a judoca Sarah Menezes, campeã como atleta na Londres 2012 e como técnica de Beatriz Souza na Paris 2024.

### Multimedalhistas em edição única
9 atletas brasileiros conquistaram mais de 1 medalha em uma mesma edição dos Jogos:
| Número | Atleta             | Esporte             | Modalidade(s)                                                              | Edição | Gênero | Ouro | Prata | Bronze | Total |
| ------ | ------------------ | ------------------- | -------------------------------------------------------------------------- | ------ | ------ | ---- | ----- | ------ | ----- |
| 1      | Guilherme Paraense | Tiro Esportivo      | •pistola rápida 25 m •pistola livre por equipe 50 m                        | 1920   | M      | 1    | 0     | 1      | 2     |
| 2      | Afrânio da Costa   | Tiro Esportivo      | •pistola livre 50 m •pistola livre por equipe 50 m                         | 1920   | M      | 0    | 1     | 1      | 2     |
| 3      | Gustavo Borges     | Natação             | •200 m livre •100 m livre                                                  | 1996   | M      | 0    | 1     | 1      | 2     |
| 4      | César Cielo        | Natação             | •50 m livre •100 m livre                                                   | 2008   | M      | 1    | 0     | 1      | 2     |
| 5      | Isaquias Queiroz   | Canoagem            | •c-1 1000 m •c-2 1000 m •c-1 200 m                                         | 2016   | M      | 0    | 2     | 1      | 3     |
| 6      | Rebeca Andrade     | Ginástica Artística | •salto sobre a mesa •individual geral                                      | 2020   | F      | 1    | 1     | 0      | 2     |
| 6      | Rebeca Andrade     | Ginástica Artística | •ginástica de solo •individual geral •salto sobre a mesa •equipes feminino | 2024   | F      | 1    | 2     | 1      | 4     |
| 7      | Beatriz Souza      | Judô                | •peso pesado •equipe mista                                                 | 2024   | F      | 1    | 0     | 1      | 2     |
| 8      | Larissa Pimenta    | Judô                | •peso meio-leve •equipe mista                                              | 2024   | F      | 0    | 0     | 2      | 2     |
| 9      | Willian Lima       | Judô                | •peso meio-leve •equipe mista                                              | 2024   | M      | 0    | 1     | 1      | 2     |

Os atiradores Afrânio da Costa e Guilherme Paraense ganharam duas medalhas cada, logo na primeira participação olímpica do Brasil na Antuérpia 1920. Tal feito só se repetiu na Atlanta 1996 com o nadador Gustavo Borges e depois só na Pequim 2008 com o também nadador César Cielo. O canoísta Isaquias Queiroz foi o primeiro brasileiro a ganhar 3 medalhas em uma única edição dos Jogos Olímpicos, feito realizado durante a Rio 2016, conquistas superadas pela ginasta Rebeca Andrade durante a Paris 2024, quando ganhou 4 medalhas. Rebeca já havia entrado para o grupo dos bimedalhistas em uma edição na Tóquio 2020 e ampliou ainda mais seu feito se isolando como a maior medalhista brasileira de todos os tempos em números de medalhas ao somar 6 pódios nas edições de Tóquio 2020 e Paris 2024. Em Paris, mais 3 atletas conseguiram 2 medalhas em edição única, os judocas Beatriz Souza, Larissa Pimenta e Willian Lima.

### Recordistas por número de medalhas
115 brasileiros foram medalhistas olímpicos em mais de uma oportunidade. A tabela a seguir lista os atletas com essas conquistas, seja em competições individuais ou em equipe. A relação prioriza a maioria de medalhas de ouro, depois o maior número de medalhas de prata e em seguida a maior quantidade de medalhas de bronze. Em caso de empate, a organização segue a ordem alfabética.
| Atleta                      | Esporte           |   |   |   |   |
| --------------------------- | ----------------- | - | - | - | - |
| Rebeca Andrade              | Ginástica         | 2 | 3 | 1 | 6 |
| Robert Scheidt              | Vela              | 2 | 2 | 1 | 5 |
| Sérgio Dutra                | Voleibol          | 2 | 2 | 0 | 4 |
| Torben Grael                | Vela              | 2 | 1 | 2 | 5 |
| Marcelo Ferreira            | Vela              | 2 | 0 | 1 | 3 |
| Thaísa Daher                | Voleibol          | 2 | 0 | 1 | 3 |
| Adhemar Ferreira da Silva   | Atletismo         | 2 | 0 | 0 | 2 |
| Fabi Alvim                  | Voleibol          | 2 | 0 | 0 | 2 |
| Fabiana Claudino            | Voleibol          | 2 | 0 | 0 | 2 |
| Giovane Gávio               | Voleibol          | 2 | 0 | 0 | 2 |
| Jaqueline Carvalho          | Voleibol          | 2 | 0 | 0 | 2 |
| Kahena Kunze                | Vela              | 2 | 0 | 0 | 2 |
| Martine Grael               | Vela              | 2 | 0 | 0 | 2 |
| Maurício Lima               | Voleibol          | 2 | 0 | 0 | 2 |
| Paula Pequeno               | Voleibol          | 2 | 0 | 0 | 2 |
| Sheilla Castro              | Voleibol          | 2 | 0 | 0 | 2 |
| Isaquias Queiroz            | Canoagem          | 1 | 3 | 1 | 5 |
| Bruno Rezende               | Voleibol          | 1 | 2 | 0 | 3 |
| Dante Amaral                | Voleibol          | 1 | 2 | 0 | 3 |
| Giba Godoy                  | Voleibol          | 1 | 2 | 0 | 3 |
| Rodrigão Santana            | Voleibol          | 1 | 2 | 0 | 3 |
| Emanuel Rego                | Voleibol de praia | 1 | 1 | 1 | 3 |
| Ricardo Santos              | Voleibol de praia | 1 | 1 | 1 | 3 |
| Alison Cerutti              | Voleibol de praia | 1 | 1 | 0 | 2 |
| Amauri Ribeiro              | Voleibol          | 1 | 1 | 0 | 2 |
| Anderson Rodrigues          | Voleibol          | 1 | 1 | 0 | 2 |
| André Heller                | Voleibol          | 1 | 1 | 0 | 2 |
| André Nascimento            | Voleibol          | 1 | 1 | 0 | 2 |
| Arthur Zanetti              | Ginástica         | 1 | 1 | 0 | 2 |
| Fernanda Garay              | Voleibol          | 1 | 1 | 0 | 2 |
| Gustavo Endres              | Voleibol          | 1 | 1 | 0 | 2 |
| Joaquim Cruz                | Atletismo         | 1 | 1 | 0 | 2 |
| Lucão Saatkamp              | Voleibol          | 1 | 1 | 0 | 2 |
| Natália Pereira             | Voleibol          | 1 | 1 | 0 | 2 |
| Neymar Júnior               | Futebol           | 1 | 1 | 0 | 2 |
| Ricardinho Garcia           | Voleibol          | 1 | 1 | 0 | 2 |
| Wallace de Souza            | Voleibol          | 1 | 1 | 0 | 2 |
| César Cielo                 | Natação           | 1 | 0 | 2 | 3 |
| Hélia Fofão                 | Voleibol          | 1 | 0 | 2 | 3 |
| Rodrigo Pessoa              | Hipismo           | 1 | 0 | 2 | 3 |
| Aurélio Miguel              | Judô              | 1 | 0 | 1 | 2 |
| Beatriz Souza               | Judô              | 1 | 0 | 1 | 2 |
| Guilherme Paraense          | Tiro esportivo    | 1 | 0 | 1 | 2 |
| Rafaela Silva               | Judô              | 1 | 0 | 1 | 2 |
| Sandra Pires                | Voleibol de praia | 1 | 0 | 1 | 2 |
| Thiago Braz                 | Atletismo         | 1 | 0 | 1 | 2 |
| Walewska Oliveira           | Voleibol          | 1 | 0 | 1 | 2 |
| Marta Vieira                | Futebol           | 0 | 3 | 0 | 3 |
| Gustavo Borges              | Natação           | 0 | 2 | 2 | 4 |
| Ademir Roque                | Futebol           | 0 | 2 | 0 | 2 |
| Adriana Behar               | Voleibol de praia | 0 | 2 | 0 | 2 |
| Andréia Suntaque            | Futebol           | 0 | 2 | 0 | 2 |
| Cristiane Rozeira           | Futebol           | 0 | 2 | 0 | 2 |
| Daniela Alves               | Futebol           | 0 | 2 | 0 | 2 |
| Delma Pretinha              | Futebol           | 0 | 2 | 0 | 2 |
| Luís Carlos Winck           | Futebol           | 0 | 2 | 0 | 2 |
| Maycon Santos               | Futebol           | 0 | 2 | 0 | 2 |
| Miraíldes Formiga           | Futebol           | 0 | 2 | 0 | 2 |
| Murilo Endres               | Voleibol          | 0 | 2 | 0 | 2 |
| Renata Kóki                 | Futebol           | 0 | 2 | 0 | 2 |
| Rosana Augusto              | Futebol           | 0 | 2 | 0 | 2 |
| Shelda Bedê                 | Voleibol de praia | 0 | 2 | 0 | 2 |
| Tânia Maranhão              | Futebol           | 0 | 2 | 0 | 2 |
| Adriana Santos              | Basquetebol       | 0 | 1 | 1 | 2 |
| Adriana Samuel              | Voleibol de praia | 0 | 1 | 1 | 2 |
| Afrânio da Costa            | Tiro esportivo    | 0 | 1 | 1 | 2 |
| Alessandra Santos           | Basquetebol       | 0 | 1 | 1 | 2 |
| Alexandre Pato              | Futebol           | 0 | 1 | 1 | 2 |
| Ana Cristina de Souza       | Voleibol          | 0 | 1 | 1 | 2 |
| André Domingos              | Atletismo         | 0 | 1 | 1 | 2 |
| Bebeto Gama                 | Futebol           | 0 | 1 | 1 | 2 |
| Beatriz Ferreira            | Boxe              | 0 | 1 | 1 | 2 |
| Bruno Prada                 | Vela              | 0 | 1 | 1 | 2 |
| Carol Silva                 | Voleibol          | 0 | 1 | 1 | 2 |
| Cíntia Tuiú                 | Basquetebol       | 0 | 1 | 1 | 2 |
| Edson Luciano               | Atletismo         | 0 | 1 | 1 | 2 |
| Gabi Guimarães              | Voleibol          | 0 | 1 | 1 | 2 |
| Janeth Arcain               | Basquetebol       | 0 | 1 | 1 | 2 |
| Macris Carneiro             | Voleibol          | 0 | 1 | 1 | 2 |
| Marcelo Vieira              | Futebol           | 0 | 1 | 1 | 2 |
| Marta Sobral                | Basquetebol       | 0 | 1 | 1 | 2 |
| Nelson Prudêncio            | Atletismo         | 0 | 1 | 1 | 2 |
| Rayssa Leal                 | Skate             | 0 | 1 | 1 | 2 |
| Roberta Ratzke              | Voleibol          | 0 | 1 | 1 | 2 |
| Rosamaria Montibeller       | Voleibol          | 0 | 1 | 1 | 2 |
| Sílvia Luz                  | Basquetebol       | 0 | 1 | 1 | 2 |
| Tiago Camilo                | Judô              | 0 | 1 | 1 | 2 |
| Thiago Silva                | Futebol           | 0 | 1 | 1 | 2 |
| Vicente Lenílson            | Atletismo         | 0 | 1 | 1 | 2 |
| Willian Lima                | Judô              | 0 | 1 | 1 | 2 |
| Mayra Aguiar                | Judô              | 0 | 0 | 3 | 3 |
| Rafael Silva                | Judô              | 0 | 0 | 3 | 3 |
| Alison dos Santos           | Atletismo         | 0 | 0 | 2 | 2 |
| Álvaro Doda de Miranda Neto | Hipismo           | 0 | 0 | 2 | 2 |
| Amaury Pasos                | Basquetebol       | 0 | 0 | 2 | 2 |
| André Johannpeter           | Hipismo           | 0 | 0 | 2 | 2 |
| Antônio Sucar               | Basquetebol       | 0 | 0 | 2 | 2 |
| Carlos Mosquito             | Basquetebol       | 0 | 0 | 2 | 2 |
| Carmo Rosa Branca           | Basquetebol       | 0 | 0 | 2 | 2 |
| Daniel Cargnin              | Judô              | 0 | 0 | 2 | 2 |
| Edson Bispo                 | Basquetebol       | 0 | 0 | 2 | 2 |
| Fernando Scherer            | Natação           | 0 | 0 | 2 | 2 |
| Jatyr Schall                | Basquetebol       | 0 | 0 | 2 | 2 |
| João do Pulo                | Atletismo         | 0 | 0 | 2 | 2 |
| Ketleyn Quadros             | Judô              | 0 | 0 | 2 | 2 |
| Larissa Pimenta             | Judô              | 0 | 0 | 2 | 2 |
| Lars Grael                  | Vela              | 0 | 0 | 2 | 2 |
| Leandro Guilheiro           | Judô              | 0 | 0 | 2 | 2 |
| Leila Barros                | Voleibol          | 0 | 0 | 2 | 2 |
| Luiz Felipe de Azevedo      | Hipismo           | 0 | 0 | 2 | 2 |
| Reinaldo Conrad             | Vela              | 0 | 0 | 2 | 2 |
| Robson Caetano              | Atletismo         | 0 | 0 | 2 | 2 |
| Virna Dias                  | Voleibol          | 0 | 0 | 2 | 2 |
| Wlamir Marques              | Basquetebol       | 0 | 0 | 2 | 2 |
| Zenny Algodão               | Basquetebol       | 0 | 0 | 2 | 2 |

### Medalhistas múltiplos por edição
A lista abaixo enumera os mesmos 115 atletas da tabela anterior, especificando as cores das medalhas conquistadas em cada edição ou edições. O critério segue a mesma classificação pela maioria das medalhas de ouro, seguidas pela maioria de medalhas de prata e finalmente pela maioria de medalhas de bronze. Em caso de empate, a lista também descrimina os atletas pela ordem alfabética. Ainda estão listadas as edições em que os atletas subiram no pódio.
| Colocação | Atleta                      | Sexo | Esporte             | Ouro | Prata | Bronze | Jogos            |   |   |   | Total |
| --------- | --------------------------- | ---- | ------------------- | ---- | ----- | ------ | ---------------- | - | - | - | ----- |
| 1.°       | Rebeca Andrade              | F    | Ginástica artística | 2    | 3     | 1      | Tóquio 2020      | 1 | 1 | 0 | 6     |
| 1.°       | Rebeca Andrade              | F    | Ginástica artística | 2    | 3     | 1      | Paris 2024       | 1 | 2 | 1 | 6     |
| 2.°       | Robert Scheidt              | M    | Vela                | 2    | 2     | 1      | Atlanta 1996     | 1 | 0 | 0 | 5     |
| 2.°       | Robert Scheidt              | M    | Vela                | 2    | 2     | 1      | Sydney 2000      | 0 | 1 | 0 | 5     |
| 2.°       | Robert Scheidt              | M    | Vela                | 2    | 2     | 1      | Atenas 2004      | 1 | 0 | 0 | 5     |
| 2.°       | Robert Scheidt              | M    | Vela                | 2    | 2     | 1      | Pequim 2008      | 0 | 1 | 0 | 5     |
| 2.°       | Robert Scheidt              | M    | Vela                | 2    | 2     | 1      | Londres 2012     | 0 | 0 | 1 | 5     |
| 3.°       | Sérgio Dutra                | M    | Vôlei               | 2    | 2     | 0      | Atenas 2004      | 1 | 0 | 0 | 4     |
| 3.°       | Sérgio Dutra                | M    | Vôlei               | 2    | 2     | 0      | Pequim 2008      | 0 | 1 | 0 | 4     |
| 3.°       | Sérgio Dutra                | M    | Vôlei               | 2    | 2     | 0      | Londres 2012     | 0 | 1 | 0 | 4     |
| 3.°       | Sérgio Dutra                | M    | Vôlei               | 2    | 2     | 0      | Rio 2016         | 1 | 0 | 0 | 4     |
| 4.°       | Torben Grael                | M    | Vela                | 2    | 1     | 2      | Los Angeles 1984 | 0 | 1 | 0 | 5     |
| 4.°       | Torben Grael                | M    | Vela                | 2    | 1     | 2      | Seul 1988        | 0 | 0 | 1 | 5     |
| 4.°       | Torben Grael                | M    | Vela                | 2    | 1     | 2      | Atlanta 1996     | 1 | 0 | 0 | 5     |
| 4.°       | Torben Grael                | M    | Vela                | 2    | 1     | 2      | Sydney 2000      | 0 | 0 | 1 | 5     |
| 4.°       | Torben Grael                | M    | Vela                | 2    | 1     | 2      | Atenas 2004      | 1 | 0 | 0 | 5     |
| 5.°       | Marcelo Ferreira            | M    | Vela                | 2    | 0     | 1      | Atlanta 1996     | 1 | 0 | 0 | 3     |
| 5.°       | Marcelo Ferreira            | M    | Vela                | 2    | 0     | 1      | Sydney 2000      | 0 | 0 | 1 | 3     |
| 5.°       | Marcelo Ferreira            | M    | Vela                | 2    | 0     | 1      | Atenas 2004      | 1 | 0 | 0 | 3     |
| 5.°       | Thaísa Daher                | F    | Vôlei               | 2    | 0     | 1      | Pequim 2008      | 1 | 0 | 0 | 3     |
| 5.°       | Thaísa Daher                | F    | Vôlei               | 2    | 0     | 1      | Londres 2012     | 1 | 0 | 0 | 3     |
| 5.°       | Thaísa Daher                | F    | Vôlei               | 2    | 0     | 1      | Paris 2024       | 0 | 0 | 1 | 3     |
| 7.°       | Adhemar Ferreira da Silva   | M    | Atletismo           | 2    | 0     | 0      | Helsinque 1952   | 1 | 0 | 0 | 2     |
| 7.°       | Adhemar Ferreira da Silva   | M    | Atletismo           | 2    | 0     | 0      | Melbourne 1956   | 1 | 0 | 0 | 2     |
| 7.°       | Fabi Alvim                  | F    | Vôlei               | 2    | 0     | 0      | Pequim 2008      | 1 | 0 | 0 | 2     |
| 7.°       | Fabi Alvim                  | F    | Vôlei               | 2    | 0     | 0      | Londres 2012     | 1 | 0 | 0 | 2     |
| 7.°       | Fabiana Claudino            | F    | Vôlei               | 2    | 0     | 0      | Pequim 2008      | 1 | 0 | 0 | 2     |
| 7.°       | Fabiana Claudino            | F    | Vôlei               | 2    | 0     | 0      | Londres 2012     | 1 | 0 | 0 | 2     |
| 7.°       | Giovane Gávio               | M    | Vôlei               | 2    | 0     | 0      | Barcelona 1992   | 1 | 0 | 0 | 2     |
| 7.°       | Giovane Gávio               | M    | Vôlei               | 2    | 0     | 0      | Atenas 2004      | 1 | 0 | 0 | 2     |
| 7.°       | Jaqueline Carvalho          | F    | Vôlei               | 2    | 0     | 0      | Pequim 2008      | 1 | 0 | 0 | 2     |
| 7.°       | Jaqueline Carvalho          | F    | Vôlei               | 2    | 0     | 0      | Londres 2012     | 1 | 0 | 0 | 2     |
| 7.°       | Kahena Kunze                | F    | Vela                | 2    | 0     | 0      | Rio 2016         | 1 | 0 | 0 | 2     |
| 7.°       | Kahena Kunze                | F    | Vela                | 2    | 0     | 0      | Tóquio 2020      | 1 | 0 | 0 | 2     |
| 7.°       | Martine Grael               | F    | Vela                | 2    | 0     | 0      | Rio 2016         | 1 | 0 | 0 | 2     |
| 7.°       | Martine Grael               | F    | Vela                | 2    | 0     | 0      | Tóquio 2020      | 1 | 0 | 0 | 2     |
| 7.°       | Maurício Lima               | M    | Vôlei               | 2    | 0     | 0      | Barcelona 1992   | 1 | 0 | 0 | 2     |
| 7.°       | Maurício Lima               | M    | Vôlei               | 2    | 0     | 0      | Atenas 2004      | 1 | 0 | 0 | 2     |
| 7.°       | Paula Pequeno               | F    | Vôlei               | 2    | 0     | 0      | Pequim 2008      | 1 | 0 | 0 | 2     |
| 7.°       | Paula Pequeno               | F    | Vôlei               | 2    | 0     | 0      | Londres 2012     | 1 | 0 | 0 | 2     |
| 7.°       | Sheilla Castro              | F    | Vôlei               | 2    | 0     | 0      | Pequim 2008      | 1 | 0 | 0 | 2     |
| 7.°       | Sheilla Castro              | F    | Vôlei               | 2    | 0     | 0      | Londres 2012     | 1 | 0 | 0 | 2     |
| 17.°      | Isaquias Queiroz            | M    | Canoagem            | 1    | 3     | 1      | Rio 2016         | 0 | 2 | 1 | 5     |
| 17.°      | Isaquias Queiroz            | M    | Canoagem            | 1    | 3     | 1      | Tóquio 2020      | 1 | 0 | 0 | 5     |
| 17.°      | Isaquias Queiroz            | M    | Canoagem            | 1    | 3     | 1      | Paris 2024       | 0 | 1 | 0 | 5     |
| 18.°      | Bruno Rezende               | M    | Vôlei               | 1    | 2     | 0      | Pequim 2008      | 0 | 1 | 0 | 3     |
| 18.°      | Bruno Rezende               | M    | Vôlei               | 1    | 2     | 0      | Londres 2012     | 0 | 1 | 0 | 3     |
| 18.°      | Bruno Rezende               | M    | Vôlei               | 1    | 2     | 0      | Rio 2016         | 1 | 0 | 0 | 3     |
| 18.°      | Dante Amaral                | M    | Vôlei               | 1    | 2     | 0      | Atenas 2004      | 1 | 0 | 0 | 3     |
| 18.°      | Dante Amaral                | M    | Vôlei               | 1    | 2     | 0      | Pequim 2008      | 0 | 1 | 0 | 3     |
| 18.°      | Dante Amaral                | M    | Vôlei               | 1    | 2     | 0      | Londres 2012     | 0 | 1 | 0 | 3     |
| 18.°      | Giba Godoy                  | M    | Vôlei               | 1    | 2     | 0      | Atenas 2004      | 1 | 0 | 0 | 3     |
| 18.°      | Giba Godoy                  | M    | Vôlei               | 1    | 2     | 0      | Pequim 2008      | 0 | 1 | 0 | 3     |
| 18.°      | Giba Godoy                  | M    | Vôlei               | 1    | 2     | 0      | Londres 2012     | 0 | 1 | 0 | 3     |
| 18.°      | Rodrigão Santana            | M    | Vôlei               | 1    | 2     | 0      | Atenas 2004      | 1 | 0 | 0 | 3     |
| 18.°      | Rodrigão Santana            | M    | Vôlei               | 1    | 2     | 0      | Pequim 2008      | 0 | 1 | 0 | 3     |
| 18.°      | Rodrigão Santana            | M    | Vôlei               | 1    | 2     | 0      | Londres 2012     | 0 | 1 | 0 | 3     |
| 22.°      | Emanuel Rego                | M    | Vôlei de praia      | 1    | 1     | 1      | Atenas 2004      | 1 | 0 | 0 | 3     |
| 22.°      | Emanuel Rego                | M    | Vôlei de praia      | 1    | 1     | 1      | Pequim 2008      | 0 | 0 | 1 | 3     |
| 22.°      | Emanuel Rego                | M    | Vôlei de praia      | 1    | 1     | 1      | Londres 2012     | 0 | 1 | 0 | 3     |
| 22.°      | Ricardo Santos              | M    | Vôlei de praia      | 1    | 1     | 1      | Sydney 2000      | 0 | 1 | 0 | 3     |
| 22.°      | Ricardo Santos              | M    | Vôlei de praia      | 1    | 1     | 1      | Atenas 2004      | 1 | 0 | 0 | 3     |
| 22.°      | Ricardo Santos              | M    | Vôlei de praia      | 1    | 1     | 1      | Pequim 2008      | 0 | 0 | 1 | 3     |
| 24.°      | Alison Cerutti              | M    | Vôlei de praia      | 1    | 1     | 0      | Londres 2012     | 0 | 1 | 0 | 2     |
| 24.°      | Alison Cerutti              | M    | Vôlei de praia      | 1    | 1     | 0      | Rio 2016         | 1 | 0 | 0 | 2     |
| 24.°      | Amauri Ribeiro              | M    | Vôlei               | 1    | 1     | 0      | Los Angeles 1984 | 0 | 1 | 0 | 2     |
| 24.°      | Amauri Ribeiro              | M    | Vôlei               | 1    | 1     | 0      | Barcelona 1992   | 1 | 0 | 0 | 2     |
| 24.°      | Anderson Rodrigues          | M    | Vôlei               | 1    | 1     | 0      | Atenas 2004      | 1 | 0 | 0 | 2     |
| 24.°      | Anderson Rodrigues          | M    | Vôlei               | 1    | 1     | 0      | Pequim 2008      | 0 | 1 | 0 | 2     |
| 24.°      | André Heller                | M    | Vôlei               | 1    | 1     | 0      | Atenas 2004      | 1 | 0 | 0 | 2     |
| 24.°      | André Heller                | M    | Vôlei               | 1    | 1     | 0      | Pequim 2008      | 0 | 1 | 0 | 2     |
| 24.°      | André Nascimento            | M    | Vôlei               | 1    | 1     | 0      | Atenas 2004      | 1 | 0 | 0 | 2     |
| 24.°      | André Nascimento            | M    | Vôlei               | 1    | 1     | 0      | Pequim 2008      | 0 | 1 | 0 | 2     |
| 24.°      | Arthur Zanetti              | M    | Ginástica artística | 1    | 1     | 0      | Londres 2012     | 1 | 0 | 0 | 2     |
| 24.°      | Arthur Zanetti              | M    | Ginástica artística | 1    | 1     | 0      | Rio 2016         | 0 | 1 | 0 | 2     |
| 24.°      | Fernanda Garay              | F    | Vôlei               | 1    | 1     | 0      | Londres 2012     | 1 | 0 | 0 | 2     |
| 24.°      | Fernanda Garay              | F    | Vôlei               | 1    | 1     | 0      | Tóquio 2020      | 0 | 1 | 0 | 2     |
| 24.°      | Gustavo Endres              | M    | Vôlei               | 1    | 1     | 0      | Atenas 2004      | 1 | 0 | 0 | 2     |
| 24.°      | Gustavo Endres              | M    | Vôlei               | 1    | 1     | 0      | Pequim 2008      | 0 | 1 | 0 | 2     |
| 24.°      | Joaquim Cruz                | M    | Atletismo           | 1    | 1     | 0      | Los Angeles 1984 | 1 | 0 | 0 | 2     |
| 24.°      | Joaquim Cruz                | M    | Atletismo           | 1    | 1     | 0      | Seul 1988        | 0 | 1 | 0 | 2     |
| 24.°      | Lucão Saatkamp              | M    | Vôlei               | 1    | 1     | 0      | Londres 2012     | 0 | 1 | 0 | 2     |
| 24.°      | Lucão Saatkamp              | M    | Vôlei               | 1    | 1     | 0      | Rio 2016         | 1 | 0 | 0 | 2     |
| 24.°      | Natália Pereira             | F    | Vôlei               | 1    | 1     | 0      | Londres 2012     | 1 | 0 | 0 | 2     |
| 24.°      | Natália Pereira             | F    | Vôlei               | 1    | 1     | 0      | Tóquio 2020      | 0 | 1 | 0 | 2     |
| 24.°      | Neymar Júnior               | M    | Futebol             | 1    | 1     | 0      | Londres 2012     | 0 | 1 | 0 | 2     |
| 24.°      | Neymar Júnior               | M    | Futebol             | 1    | 1     | 0      | Rio 2016         | 1 | 0 | 0 | 2     |
| 24.°      | Ricardinho Garcia           | M    | Vôlei               | 1    | 1     | 0      | Atenas 2004      | 1 | 0 | 0 | 2     |
| 24.°      | Ricardinho Garcia           | M    | Vôlei               | 1    | 1     | 0      | Londres 2012     | 0 | 1 | 0 | 2     |
| 24.°      | Wallace de Souza            | M    | Vôlei               | 1    | 1     | 0      | Londres 2012     | 0 | 1 | 0 | 2     |
| 24.°      | Wallace de Souza            | M    | Vôlei               | 1    | 1     | 0      | Rio 2016         | 1 | 0 | 0 | 2     |
| 38.°      | César Cielo                 | M    | Natação             | 1    | 0     | 2      | Pequim 2008      | 1 | 0 | 1 | 3     |
| 38.°      | César Cielo                 | M    | Natação             | 1    | 0     | 2      | Londres 2012     | 0 | 0 | 1 | 3     |
| 38.°      | Hélia Fofão                 | F    | Vôlei               | 1    | 0     | 2      | Atlanta 1996     | 0 | 0 | 1 | 3     |
| 38.°      | Hélia Fofão                 | F    | Vôlei               | 1    | 0     | 2      | Sydney 2000      | 0 | 0 | 1 | 3     |
| 38.°      | Hélia Fofão                 | F    | Vôlei               | 1    | 0     | 2      | Pequim 2008      | 1 | 0 | 0 | 3     |
| 38.°      | Rodrigo Pessoa              | M    | Hipismo             | 1    | 0     | 2      | Atlanta 1996     | 0 | 0 | 1 | 3     |
| 38.°      | Rodrigo Pessoa              | M    | Hipismo             | 1    | 0     | 2      | Sydney 2000      | 0 | 0 | 1 | 3     |
| 38.°      | Rodrigo Pessoa              | M    | Hipismo             | 1    | 0     | 2      | Atenas 2004      | 1 | 0 | 0 | 3     |
| 41.°      | Aurélio Miguel              | M    | Judô                | 1    | 0     | 1      | Seul 1988        | 1 | 0 | 0 | 2     |
| 41.°      | Aurélio Miguel              | M    | Judô                | 1    | 0     | 1      | Atlanta 1996     | 0 | 0 | 1 | 2     |
| 41.°      | Beatriz Souza               | F    | Judô                | 1    | 0     | 1      | Paris 2024       | 1 | 0 | 1 | 2     |
| 41.°      | Guilherme Paraense          | M    | Tiro esportivo      | 1    | 0     | 1      | Antuérpia 1920   | 1 | 0 | 1 | 2     |
| 41.°      | Rafaela Silva               | F    | Judô                | 1    | 0     | 1      | Rio 2016         | 1 | 0 | 0 | 2     |
| 41.°      | Rafaela Silva               | F    | Judô                | 1    | 0     | 1      | Paris 2024       | 0 | 0 | 1 | 2     |
| 41.°      | Sandra Pires                | F    | Vôlei de praia      | 1    | 0     | 1      | Atlanta 1996     | 1 | 0 | 0 | 2     |
| 41.°      | Sandra Pires                | F    | Vôlei de praia      | 1    | 0     | 1      | Sydney 2000      | 0 | 0 | 1 | 2     |
| 41.°      | Thiago Braz                 | M    | Atletismo           | 1    | 0     | 1      | Rio 2016         | 1 | 0 | 0 | 2     |
| 41.°      | Thiago Braz                 | M    | Atletismo           | 1    | 0     | 1      | Tóquio 2020      | 0 | 0 | 1 | 2     |
| 41.°      | Walewska Oliveira           | F    | Vôlei               | 1    | 0     | 1      | Sydney 2000      | 0 | 0 | 1 | 2     |
| 41.°      | Walewska Oliveira           | F    | Vôlei               | 1    | 0     | 1      | Pequim 2008      | 1 | 0 | 0 | 2     |
| 48.°      | Marta Vieira                | F    | Futebol             | 0    | 3     | 0      | Atenas 2004      | 0 | 1 | 0 | 3     |
| 48.°      | Marta Vieira                | F    | Futebol             | 0    | 3     | 0      | Pequim 2008      | 0 | 1 | 0 | 3     |
| 48.°      | Marta Vieira                | F    | Futebol             | 0    | 3     | 0      | Paris 2024       | 0 | 1 | 0 | 3     |
| 49.°      | Gustavo Borges              | M    | Natação             | 0    | 2     | 2      | Barcelona 1992   | 0 | 1 | 0 | 4     |
| 49.°      | Gustavo Borges              | M    | Natação             | 0    | 2     | 2      | Atlanta 1996     | 0 | 1 | 1 | 4     |
| 49.°      | Gustavo Borges              | M    | Natação             | 0    | 2     | 2      | Sydney 2000      | 0 | 0 | 1 | 4     |
| 50.°      | Ademir Roque                | M    | Futebol             | 0    | 2     | 0      | Los Angeles 1984 | 0 | 1 | 0 | 2     |
| 50.°      | Ademir Roque                | M    | Futebol             | 0    | 2     | 0      | Seul 1988        | 0 | 1 | 0 | 2     |
| 50.°      | Adriana Behar               | F    | Vôlei de praia      | 0    | 2     | 0      | Sydney 2000      | 0 | 1 | 0 | 2     |
| 50.°      | Adriana Behar               | F    | Vôlei de praia      | 0    | 2     | 0      | Atenas 2004      | 0 | 1 | 0 | 2     |
| 50.°      | Andréia Suntaque            | F    | Futebol             | 0    | 2     | 0      | Atenas 2004      | 0 | 1 | 0 | 2     |
| 50.°      | Andréia Suntaque            | F    | Futebol             | 0    | 2     | 0      | Pequim 2008      | 0 | 1 | 0 | 2     |
| 50.°      | Cristiane Rozeira           | F    | Futebol             | 0    | 2     | 0      | Atenas 2004      | 0 | 1 | 0 | 2     |
| 50.°      | Cristiane Rozeira           | F    | Futebol             | 0    | 2     | 0      | Pequim 2008      | 0 | 1 | 0 | 2     |
| 50.°      | Daniela Alves               | F    | Futebol             | 0    | 2     | 0      | Atenas 2004      | 0 | 1 | 0 | 2     |
| 50.°      | Daniela Alves               | F    | Futebol             | 0    | 2     | 0      | Pequim 2008      | 0 | 1 | 0 | 2     |
| 50.°      | Delma Pretinha              | F    | Futebol             | 0    | 2     | 0      | Atenas 2004      | 0 | 1 | 0 | 2     |
| 50.°      | Delma Pretinha              | F    | Futebol             | 0    | 2     | 0      | Pequim 2008      | 0 | 1 | 0 | 2     |
| 50.°      | Luiz Carlos Winck           | M    | Futebol             | 0    | 2     | 0      | Los Angeles 1984 | 0 | 1 | 0 | 2     |
| 50.°      | Luiz Carlos Winck           | M    | Futebol             | 0    | 2     | 0      | Seul 1988        | 0 | 1 | 0 | 2     |
| 50.°      | Maycon Santos               | F    | Futebol             | 0    | 2     | 0      | Atenas 2004      | 0 | 1 | 0 | 2     |
| 50.°      | Maycon Santos               | F    | Futebol             | 0    | 2     | 0      | Pequim 2008      | 0 | 1 | 0 | 2     |
| 50.°      | Miraíldes Formiga           | F    | Futebol             | 0    | 2     | 0      | Atenas 2004      | 0 | 1 | 0 | 2     |
| 50.°      | Miraíldes Formiga           | F    | Futebol             | 0    | 2     | 0      | Pequim 2008      | 0 | 1 | 0 | 2     |
| 50.°      | Murilo Endres               | M    | Vôlei               | 0    | 2     | 0      | Pequim 2008      | 0 | 1 | 0 | 2     |
| 50.°      | Murilo Endres               | M    | Vôlei               | 0    | 2     | 0      | Londres 2012     | 0 | 1 | 0 | 2     |
| 50.°      | Renata Kóki                 | F    | Futebol             | 0    | 2     | 0      | Atenas 2004      | 0 | 1 | 0 | 2     |
| 50.°      | Renata Kóki                 | F    | Futebol             | 0    | 2     | 0      | Pequim 2008      | 0 | 1 | 0 | 2     |
| 50.°      | Rosana Augusto              | F    | Futebol             | 0    | 2     | 0      | Atenas 2004      | 0 | 1 | 0 | 2     |
| 50.°      | Rosana Augusto              | F    | Futebol             | 0    | 2     | 0      | Pequim 2008      | 0 | 1 | 0 | 2     |
| 50.°      | Shelda Bedê                 | F    | Vôlei de praia      | 0    | 2     | 0      | Sydney 2000      | 0 | 1 | 0 | 2     |
| 50.°      | Shelda Bedê                 | F    | Vôlei de praia      | 0    | 2     | 0      | Atenas 2004      | 0 | 1 | 0 | 2     |
| 50.°      | Tânia Maranhão              | F    | Futebol             | 0    | 2     | 0      | Atenas 2004      | 0 | 1 | 0 | 2     |
| 50.°      | Tânia Maranhão              | F    | Futebol             | 0    | 2     | 0      | Pequim 2008      | 0 | 1 | 0 | 2     |
| 64.°      | Adriana Santos              | F    | Basquete            | 0    | 1     | 1      | Atlanta 1996     | 0 | 1 | 0 | 2     |
| 64.°      | Adriana Santos              | F    | Basquete            | 0    | 1     | 1      | Sydney 2000      | 0 | 0 | 1 | 2     |
| 64.°      | Adriana Samuel              | F    | Vôlei de praia      | 0    | 1     | 1      | Atlanta 1996     | 0 | 1 | 0 | 2     |
| 64.°      | Adriana Samuel              | F    | Vôlei de praia      | 0    | 1     | 1      | Sydney 2000      | 0 | 0 | 1 | 2     |
| 64.°      | Afrânio da Costa            | M    | Tiro esportivo      | 0    | 1     | 1      | Antuérpia 1920   | 0 | 1 | 1 | 2     |
| 64.°      | Alessandra Santos           | F    | Basquete            | 0    | 1     | 1      | Atlanta 1996     | 0 | 1 | 0 | 2     |
| 64.°      | Alessandra Santos           | F    | Basquete            | 0    | 1     | 1      | Sydney 2000      | 0 | 0 | 1 | 2     |
| 64.°      | Alexandre Pato              | M    | Futebol             | 0    | 1     | 1      | Pequim 2008      | 0 | 0 | 1 | 2     |
| 64.°      | Alexandre Pato              | M    | Futebol             | 0    | 1     | 1      | Londres 2012     | 0 | 1 | 0 | 2     |
| 64.°      | Ana Cristina de Souza       | F    | Vôlei               | 0    | 1     | 1      | Tóquio 2020      | 0 | 1 | 0 | 2     |
| 64.°      | Ana Cristina de Souza       | F    | Vôlei               | 0    | 1     | 1      | Paris 2024       | 0 | 0 | 1 | 2     |
| 64.°      | André Domingos              | M    | Atletismo           | 0    | 1     | 1      | Atlanta 1996     | 0 | 0 | 1 | 2     |
| 64.°      | André Domingos              | M    | Atletismo           | 0    | 1     | 1      | Sydney 2000      | 0 | 1 | 0 | 2     |
| 64.°      | Bebeto Gama                 | M    | Futebol             | 0    | 1     | 1      | Seul 1988        | 0 | 1 | 0 | 2     |
| 64.°      | Bebeto Gama                 | M    | Futebol             | 0    | 1     | 1      | Atlanta 1996     | 0 | 0 | 1 | 2     |
| 64.°      | Beatriz Ferreira            | F    | Boxe                | 0    | 1     | 1      | Tóquio 2020      | 0 | 1 | 0 | 2     |
| 64.°      | Beatriz Ferreira            | F    | Boxe                | 0    | 1     | 1      | Paris 2024       | 0 | 0 | 1 | 2     |
| 64.°      | Bruno Prada                 | M    | Vela                | 0    | 1     | 1      | Pequim 2008      | 0 | 1 | 0 | 2     |
| 64.°      | Bruno Prada                 | M    | Vela                | 0    | 1     | 1      | Londres 2012     | 0 | 0 | 1 | 2     |
| 64.°      | Carol Silva                 | F    | Vôlei               | 0    | 1     | 1      | Tóquio 2020      | 0 | 1 | 0 | 2     |
| 64.°      | Carol Silva                 | F    | Vôlei               | 0    | 1     | 1      | Paris 2024       | 0 | 0 | 1 | 2     |
| 64.°      | Cíntia Tuiú                 | F    | Basquete            | 0    | 1     | 1      | Atlanta 1996     | 0 | 1 | 0 | 2     |
| 64.°      | Cíntia Tuiú                 | F    | Basquete            | 0    | 1     | 1      | Sydney 2000      | 0 | 0 | 1 | 2     |
| 64.°      | Édson Luciano               | M    | Atletismo           | 0    | 1     | 1      | Atlanta 1996     | 0 | 0 | 1 | 2     |
| 64.°      | Édson Luciano               | M    | Atletismo           | 0    | 1     | 1      | Sydney 2000      | 0 | 1 | 0 | 2     |
| 64.°      | Gabi Guimarães              | F    | Vôlei               | 0    | 1     | 1      | Tóquio 2020      | 0 | 1 | 0 | 2     |
| 64.°      | Gabi Guimarães              | F    | Vôlei               | 0    | 1     | 1      | Paris 2024       | 0 | 0 | 1 | 2     |
| 64.°      | Janeth Arcain               | F    | Basquete            | 0    | 1     | 1      | Atlanta 1996     | 0 | 1 | 0 | 2     |
| 64.°      | Janeth Arcain               | F    | Basquete            | 0    | 1     | 1      | Sydney 2000      | 0 | 0 | 1 | 2     |
| 64.°      | Macris Carneiro             | F    | Vôlei               | 0    | 1     | 1      | Tóquio 2020      | 0 | 1 | 0 | 2     |
| 64.°      | Macris Carneiro             | F    | Vôlei               | 0    | 1     | 1      | Paris 2024       | 0 | 0 | 1 | 2     |
| 64.°      | Marcelo Vieira              | M    | Futebol             | 0    | 1     | 1      | Pequim 2008      | 0 | 0 | 1 | 2     |
| 64.°      | Marcelo Vieira              | M    | Futebol             | 0    | 1     | 1      | Londres 2012     | 0 | 1 | 0 | 2     |
| 64.°      | Marta Sobral                | F    | Basquete            | 0    | 1     | 1      | Atlanta 1996     | 0 | 1 | 0 | 2     |
| 64.°      | Marta Sobral                | F    | Basquete            | 0    | 1     | 1      | Sydney 2000      | 0 | 0 | 1 | 2     |
| 64.°      | Nelson Prudêncio            | M    | Atletismo           | 0    | 1     | 1      | México 1968      | 0 | 1 | 0 | 2     |
| 64.°      | Nelson Prudêncio            | M    | Atletismo           | 0    | 1     | 1      | Munique 1972     | 0 | 0 | 1 | 2     |
| 64.°      | Rayssa Leal                 | F    | Skate               | 0    | 1     | 1      | Tóquio 2020      | 0 | 1 | 0 | 2     |
| 64.°      | Rayssa Leal                 | F    | Skate               | 0    | 1     | 1      | Paris 2024       | 0 | 0 | 1 | 2     |
| 64.°      | Roberta Ratzke              | F    | Vôlei               | 0    | 1     | 1      | Tóquio 2020      | 0 | 1 | 0 | 2     |
| 64.°      | Roberta Ratzke              | F    | Vôlei               | 0    | 1     | 1      | Paris 2024       | 0 | 0 | 1 | 2     |
| 64.°      | Rosamaria Montibeller       | F    | Vôlei               | 0    | 1     | 1      | Tóquio 2020      | 0 | 1 | 0 | 2     |
| 64.°      | Rosamaria Montibeller       | F    | Vôlei               | 0    | 1     | 1      | Paris 2024       | 0 | 0 | 1 | 2     |
| 64.°      | Sílvia Luz                  | F    | Basquete            | 0    | 1     | 1      | Atlanta 1996     | 0 | 1 | 0 | 2     |
| 64.°      | Sílvia Luz                  | F    | Basquete            | 0    | 1     | 1      | Sydney 2000      | 0 | 0 | 1 | 2     |
| 64.°      | Tiago Camilo                | M    | Judô                | 0    | 1     | 1      | Sydney 2000      | 0 | 1 | 0 | 2     |
| 64.°      | Tiago Camilo                | M    | Judô                | 0    | 1     | 1      | Pequim 2008      | 0 | 0 | 1 | 2     |
| 64.°      | Thiago Silva                | M    | Futebol             | 0    | 1     | 1      | Pequim 2008      | 0 | 0 | 1 | 2     |
| 64.°      | Thiago Silva                | M    | Futebol             | 0    | 1     | 1      | Londres 2012     | 0 | 1 | 0 | 2     |
| 64.°      | Vicente Lenílson            | M    | Atletismo           | 0    | 1     | 1      | Sydney 2000      | 0 | 1 | 0 | 2     |
| 64.°      | Vicente Lenílson            | M    | Atletismo           | 0    | 1     | 1      | Pequim 2008      | 0 | 0 | 1 | 2     |
| 64.°      | Willian Lima                | M    | Judô                | 0    | 1     | 1      | Paris 2024       | 0 | 1 | 1 | 2     |
| 91.°      | Mayra Aguiar                | F    | Judô                | 0    | 0     | 3      | Londres 2012     | 0 | 0 | 1 | 3     |
| 91.°      | Mayra Aguiar                | F    | Judô                | 0    | 0     | 3      | Rio 2016         | 0 | 0 | 1 | 3     |
| 91.°      | Mayra Aguiar                | F    | Judô                | 0    | 0     | 3      | Tóquio 2020      | 0 | 0 | 1 | 3     |
| 91.°      | Rafael Silva                | M    | Judô                | 0    | 0     | 3      | Londres 2012     | 0 | 0 | 1 | 3     |
| 91.°      | Rafael Silva                | M    | Judô                | 0    | 0     | 3      | Rio 2016         | 0 | 0 | 1 | 3     |
| 91.°      | Rafael Silva                | M    | Judô                | 0    | 0     | 3      | Paris 2024       | 0 | 0 | 1 | 3     |
| 93.°      | Alison dos Santos           | M    | Atletismo           | 0    | 0     | 2      | Tóquio 2020      | 0 | 0 | 1 | 2     |
| 93.°      | Alison dos Santos           | M    | Atletismo           | 0    | 0     | 2      | Paris 2024       | 0 | 0 | 1 | 2     |
| 93.°      | Álvaro Doda de Miranda Neto | M    | Hipismo             | 0    | 0     | 2      | Atlanta 1996     | 0 | 0 | 1 | 2     |
| 93.°      | Álvaro Doda de Miranda Neto | M    | Hipismo             | 0    | 0     | 2      | Sydney 2000      | 0 | 0 | 1 | 2     |
| 93.°      | Amaury Pasos                | M    | Basquete            | 0    | 0     | 2      | Roma 1960        | 0 | 0 | 1 | 2     |
| 93.°      | Amaury Pasos                | M    | Basquete            | 0    | 0     | 2      | Tóquio 1964      | 0 | 0 | 1 | 2     |
| 93.°      | André Johannpeter           | M    | Hipismo             | 0    | 0     | 2      | Atlanta 1996     | 0 | 0 | 1 | 2     |
| 93.°      | André Johannpeter           | M    | Hipismo             | 0    | 0     | 2      | Sydney 2000      | 0 | 0 | 1 | 2     |
| 93.°      | Antonio Sucar               | M    | Basquete            | 0    | 0     | 2      | Roma 1960        | 0 | 0 | 1 | 2     |
| 93.°      | Antonio Sucar               | M    | Basquete            | 0    | 0     | 2      | Tóquio 1964      | 0 | 0 | 1 | 2     |
| 93.°      | Carlos Mosquito             | M    | Basquete            | 0    | 0     | 2      | Roma 1960        | 0 | 0 | 1 | 2     |
| 93.°      | Carlos Mosquito             | M    | Basquete            | 0    | 0     | 2      | Tóquio 1964      | 0 | 0 | 1 | 2     |
| 93.°      | Carmo Rosa Branca           | M    | Basquete            | 0    | 0     | 2      | Roma 1960        | 0 | 0 | 1 | 2     |
| 93.°      | Carmo Rosa Branca           | M    | Basquete            | 0    | 0     | 2      | Tóquio 1964      | 0 | 0 | 1 | 2     |
| 93.°      | Daniel Cargnin              | M    | Judô                | 0    | 0     | 2      | Tóquio 2020      | 0 | 0 | 1 | 2     |
| 93.°      | Daniel Cargnin              | M    | Judô                | 0    | 0     | 2      | Paris 2024       | 0 | 0 | 1 | 2     |
| 93.°      | Edson Bispo                 | M    | Basquete            | 0    | 0     | 2      | Roma 1960        | 0 | 0 | 1 | 2     |
| 93.°      | Edson Bispo                 | M    | Basquete            | 0    | 0     | 2      | Tóquio 1964      | 0 | 0 | 1 | 2     |
| 93.°      | Fernando Scherer            | M    | Natação             | 0    | 0     | 2      | Atlanta 1996     | 0 | 0 | 1 | 2     |
| 93.°      | Fernando Scherer            | M    | Natação             | 0    | 0     | 2      | Sydney 2000      | 0 | 0 | 1 | 2     |
| 93.°      | Jatyr Schall                | M    | Basquete            | 0    | 0     | 2      | Roma 1960        | 0 | 0 | 1 | 2     |
| 93.°      | Jatyr Schall                | M    | Basquete            | 0    | 0     | 2      | Tóquio 1964      | 0 | 0 | 1 | 2     |
| 93.°      | João Carlos de Oliveira     | M    | Atletismo           | 0    | 0     | 2      | Montreal 1976    | 0 | 0 | 1 | 2     |
| 93.°      | João Carlos de Oliveira     | M    | Atletismo           | 0    | 0     | 2      | Moscou 1980      | 0 | 0 | 1 | 2     |
| 93.°      | Ketleyn Quadros             | F    | Judô                | 0    | 0     | 2      | Pequim 2008      | 0 | 0 | 1 | 2     |
| 93.°      | Ketleyn Quadros             | F    | Judô                | 0    | 0     | 2      | Paris 2024       | 0 | 0 | 1 | 2     |
| 93.°      | Larissa Pimenta             | F    | Judô                | 0    | 0     | 2      | Paris 2024       | 0 | 0 | 2 | 2     |
| 93.°      | Lars Grael                  | M    | Vela                | 0    | 0     | 2      | Seul 1988        | 0 | 0 | 1 | 2     |
| 93.°      | Lars Grael                  | M    | Vela                | 0    | 0     | 2      | Atlanta 1996     | 0 | 0 | 1 | 2     |
| 93.°      | Leandro Guilheiro           | M    | Judô                | 0    | 0     | 2      | Atenas 2004      | 0 | 0 | 1 | 2     |
| 93.°      | Leandro Guilheiro           | M    | Judô                | 0    | 0     | 2      | Pequim 2008      | 0 | 0 | 1 | 2     |
| 93.°      | Leila Barros                | F    | Vôlei               | 0    | 0     | 2      | Atlanta 1996     | 0 | 0 | 1 | 2     |
| 93.°      | Leila Barros                | F    | Vôlei               | 0    | 0     | 2      | Sydney 2000      | 0 | 0 | 1 | 2     |
| 93.°      | Luiz Felipe de Azevedo      | M    | Hipismo             | 0    | 0     | 2      | Atlanta 1996     | 0 | 0 | 1 | 2     |
| 93.°      | Luiz Felipe de Azevedo      | M    | Hipismo             | 0    | 0     | 2      | Sydney 2000      | 0 | 0 | 1 | 2     |
| 93.°      | Reinaldo Conrad             | M    | Vela                | 0    | 0     | 2      | México 1968      | 0 | 0 | 1 | 2     |
| 93.°      | Reinaldo Conrad             | M    | Vela                | 0    | 0     | 2      | Montreal 1976    | 0 | 0 | 1 | 2     |
| 93.°      | Robson Caetano              | M    | Atletismo           | 0    | 0     | 2      | Seul 1988        | 0 | 0 | 1 | 2     |
| 93.°      | Robson Caetano              | M    | Atletismo           | 0    | 0     | 2      | Atlanta 1996     | 0 | 0 | 1 | 2     |
| 93.°      | Virna Dias                  | F    | Vôlei               | 0    | 0     | 2      | Atlanta 1996     | 0 | 0 | 1 | 2     |
| 93.°      | Virna Dias                  | F    | Vôlei               | 0    | 0     | 2      | Sydney 2000      | 0 | 0 | 1 | 2     |
| 93.°      | Wlamir Marques              | M    | Basquete            | 0    | 0     | 2      | Roma 1960        | 0 | 0 | 1 | 2     |
| 93.°      | Wlamir Marques              | M    | Basquete            | 0    | 0     | 2      | Tóquio 1964      | 0 | 0 | 1 | 2     |
| 93.°      | Zenny Algodão               | M    | Basquete            | 0    | 0     | 2      | Londres 1948     | 0 | 0 | 1 | 2     |
| 93.°      | Zenny Algodão               | M    | Basquete            | 0    | 0     | 2      | Roma 1960        | 0 | 0 | 1 | 2     |

(*) A jogadora de voleibol Tandara Caixeta tem uma conquista sob júdice, uma vez que participou da Londres 2012 e da Tóquio 2020, respectivamente ouro e prata. Desta última, a atleta foi cortada devido doping antes das semifinais e figura nestas relações apenas com o título de 2012 até o momento, embora a súmula da edição de 2020 liste a jogadora como medalhista.

## Medalhistas por idade
A skatista Rayssa Leal é a mais jovem atleta brasileira medalhista em Olimpíadas, feito conseguido aos 13 anos, 6 meses e 21 dias de idade na Tóquio 2020. Na edição de Paris 2024 Rayssa ainda se tornou a atleta mais jovem do mundo a conquistar 2 medalhas olímpicas, feito conseguido quando ela estava com 16 anos, 6 meses e 24 dias de idade. Com esses feitos, Rayssa figura no top 1 e 2 da lista das brasileiras mais jovens medalhadas. A voleibolista Ana Cristina de Souza também aparece 2 vezes na lista, com conquistas nas mesmas edições quando tinha 17 anos, 4 meses e 1 dia em Tóquio e 20 anos, 4 meses e 3 dias em Paris. Assim, ambas superaram a corredora Rosângela Santos, que liderava a lista das mais jovens desde Pequim 2008 quando tinha 17 anos, 8 meses e 2 dias.
Entre os homens, o mais jovem é o nadador Jorge Fernandes, que lidera desde Moscou 1980, quando ganhou uma medalha aos 18 anos, 3 meses e 20 dias. Porém, o campeão mais jovem é o futebolista Gabriel Jesus, ouro na Rio 2016 aos 19 anos, 4 meses e 17 dias.
Já o atleta mais velho a conquistar uma medalha foi o atirador Sebastião Wolf, bronze na Antuérpia 1920 aos 51 anos, 5 meses e 28 dias de idade, recorde que persiste até hoje.  Porém, o mais velho a conquistar um ouro foi o velejador Torben Grael, campeão aos 44 anos, 2 meses e 6 dias, na Atenas 2004.
Entre as mulheres, esse marco pertence à jogadora de vôlei Carol Gattaz, que conquistou uma medalha aos 40 anos e 12 dias na Tóquio 2020, superando a também voleibolista Hélia Fofão, campeã na Pequim 2008 aos 38 anos, 5 meses e 13 dias, mas que ainda é a mais velha medalhista de ouro entre as mulheres. A futebolista Marta Vieira assumiu a segunda colocação entre as mais velhas ao conquistar sua terceira medalha de prata na Paris 2024, aos 38 anos, 5 meses e 22 dias. também superando a Fofão. A curiosidade é que Marta também aparece 2 vezes na relação, mas em situações diferentes: Segunda com mais idade e sexta como a mais jovem aos 18 anos, 6 meses e 7 dias na Atenas 2004. Outra que também aparece nas duas relações é a voleibolista Thaísa Daher que aos 37 anos, 2 meses e 23 dias conquistou um bronze na Paris 2024, assumindo a quarta posição entre as mais velhas e também como a décima nona medalhista mais nova, aos 21 anos, 3 meses e 8 dias, quando conquistou o ouro na Pequim 2008 e ainda é a mais jovem campeã Olímpica brasileira.
Abaixo uma top lista dos homens e mulheres mais velhos e mais jovens a conquistar medalhas para o Brasil:
| Número | Atleta                 | Esporte           | Modalidade(s)                  | Medalha        | Idade                      |
| ------ | ---------------------- | ----------------- | ------------------------------ | -------------- | -------------------------- |
| 1      | Sebastião Wolf         | Tiro Esportivo    | pistola livre por equipe 50 m  | bronze em 1920 | 51 anos, 5 meses e 28 dias |
| 2      | Luiz Felipe de Azevedo | Hipismo           | concurso de saltos por equipes | bronze em 2000 | 47 anos, 1 mês e 11 dias   |
| 3      | Torben Grael           | Vela              | classe star                    | ouro em 2004   | 44 anos, 1 mês e 6 dias    |
| 4      | Nelson Falcão          | Vela              | classe star                    | bronze em 1988 | 42 anos, 4 meses e 17 dias |
| 5      | Bruno Prada            | Vela              | classe star                    | bronze em 2012 | 41 anos e 5 dias           |
| 6      | Sérgio Dutra           | Voleibol          | equipe masculina quadra        | ouro em 2016   | 40 anos, 10 meses e 6 dias |
| 7      | Emanuel Rego           | Voleibol de praia | dupla masculina                | prata em 2012  | 39 anos, 3 meses e 24 dias |
| 8      | Robert Scheidt         | Vela              | classe star                    | bronze em 2012 | 39 anos, 3 meses 20 dias   |
| 9      | Marcelo Ferreira       | Vela              | classe star                    | ouro em 2004   | 38 anos, 11 meses e 2 dias |
| 10     | Daniel Alves           | Futebol           | equipe masculina campo         | ouro em 2020   | 38 anos, 3 meses e 14 dias |
| 11     | Dario Barbosa          | Tiro Esportivo    | pistola livre por equipe 50 m  | bronze em 1920 | 38 anos e 11 dias          |
| 12     | André Johannpeter      | Hipismo           | concurso de saltos por equipes | bronze em 2000 | 37 anos, 6 meses e 11 dias |
| 13     | William Arjona         | Voleibol          | equipe masculina quadra        | ouro em 2016   | 37 anos e 21 dias          |

| Número | Atleta            | Esporte           | Modalidade(s)          | Medalha        | Idade                       |
| ------ | ----------------- | ----------------- | ---------------------- | -------------- | --------------------------- |
| 1      | Carol Gattaz      | Voleibol          | equipe feminina quadra | prata em 2020  | 40 anos e 12 dias           |
| 2      | Marta Vieira      | Futebol           | equipe feminina campo  | prata em 2024  | 38 anos, 5 meses e 22 dias  |
| 3      | Hélia Fofão       | Voleibol          | equipe feminina quadra | ouro em 2008   | 38 anos, 5 meses e 13 dias  |
| 4      | Thaísa Daher      | Voleibol          | equipe feminina quadra | bronze em 2024 | 37 anos, 2 meses e 23 dias  |
| 5      | Hortência Marcari | Basquetebol       | equipe feminina quadra | prata em 1996  | 36 anos, 10 meses e 11 dias |
| 6      | Ketleyn Quadros   | Judô              | equipe mista           | bronze em 2024 | 36 anos, 10 meses e 2 dias  |
| 7      | Tamires Dias      | Futebol           | equipe feminina campo  | prata em 2024  | 36 anos e 10 meses          |
| 8      | Marta Sobral      | Basquetebol       | equipe feminina quadra | bronze em 2000 | 36 anos, 6 meses e 7 dias   |
| 9      | Adriana Behar     | Voleibol de praia | dupla feminina         | prata em 2004  | 35 anos, 6 meses e 11 dias  |
| 10     | Macris Carneiro   | Voleibol          | equipe feminina quadra | bronze em 2024 | 35 anos, 5 meses e 7 dias   |
| 11     | Fernanda Garay    | Voleibol          | equipe feminina quadra | prata em 2020  | 35 anos, 3 meses e 29 dias  |
| 12     | Roseli de Belo    | Futebol           | equipe feminina campo  | prata em 2004  | 34 anos, 11 meses e 19 dias |
| 13     | Jaqueline Silva   | Voleibol de praia | dupla feminina         | ouro em 1996   | 34 anos, 5 meses e 14 dias  |
| 14     | Adriana Samuel    | Voleibol de praia | dupla feminina         | bronze em 2000 | 34 anos, 5 meses e 14 dias  |
| 15     | Paula Gonçalves   | Basquetebol       | equipe feminina quadra | prata em 1996  | 34 anos, 4 meses e 23 dias  |
| 16     | Roberta Ratzke    | Voleibol          | equipe feminina quadra | bronze em 2024 | 34 anos, 3 meses e 13 dias  |
| 17     | Tânia Maranhão    | Futebol           | equipe feminina campo  | prata em 2008  | 33 anos, 10 meses e 17 dias |
| 18     | Poliana Okimoto   | Maratona aquática | águas abertas feminino | bronze em 2016 | 33 anos, 5 meses e 7 dias   |
| 19     | Carol Silva       | Voleibol          | equipe feminina quadra | bronze em 2024 | 33 anos, 4 meses e 2 dias   |
| 20     | Sandra Suruagy    | Voleibol          | equipe feminina quadra | bronze em 1996 | 33 anos, 3 meses e 16 dias  |
| 21     | Delma Pretinha    | Futebol           | equipe feminina campo  | prata em 2008  | 33 anos, 3 meses e 2 dias   |
| 22     | Rafaelle Souza    | Futebol           | equipe feminina campo  | prata em 2024  | 33 anos, 1 mês e 23 dias    |

| Número | Atleta          | Esporte     | Modalidade(s)           | Medalha        | Idade                       |
| ------ | --------------- | ----------- | ----------------------- | -------------- | --------------------------- |
| 1      | Jorge Fernandes | Natação     | 4x200 m livre           | bronze em 1980 | 18 anos, 3 meses e 20 dias  |
| 2      | Tiago Camilo    | Judô        | peso leve               | prata em 2000  | 18 anos, 3 meses e 25 dias  |
| 3      | Breno Borges    | Futebol     | equipe masculina campo  | bronze em 2008 | 18 anos, 10 meses e 9 dias  |
| 4      | Alexandre Pato  | Futebol     | equipe masculina campo  | bronze em 2008 | 18 anos, 11 meses e 20 dias |
| 5      | Cyro Delgado    | Natação     | 4x200 m livre           | bronze em 1980 | 19 anos, 2 meses e 12 dias  |
| 6      | Jorge Pinga     | Futebol     | equipe masculina campo  | prata em 1984  | 19 anos, 3 meses e 18 dias  |
| 7      | Gabriel Jesus   | Futebol     | equipe masculina campo  | ouro em 2016   | 19 anos, 4 meses e 17 dias  |
| 8      | Thiago Maia     | Futebol     | equipe masculina campo  | ouro em 2016   | 19 anos, 4 meses e 28 dias  |
| 9      | Marcos Soares   | Vela        | classe 470              | ouro em 1980   | 19 anos, 5 meses e 13 dias  |
| 10     | Ricardo Prado   | Natação     | 400 m medley            | prata em 1984  | 19 anos, 6 meses e 23 dias  |
| 11     | Gustavo Borges  | Natação     | 100 m livre             | prata em 1992  | 19 anos, 7 meses e 26 dias  |
| 12     | Reinier Jesus   | Futebol     | equipe masculina campo  | ouro em 2020   | 19 anos, 11 meses e 1 dia   |
| 13     | Sérgio Macarrão | Basquetebol | equipe masculina quadra | bronze em 1964 | 19 anos, 7 meses e 27 dias  |
| 14     | Gabriel Menino  | Futebol     | equipe masculina campo  | ouro em 2020   | 19 anos, 11 meses e 21 dias |

| Número | Atleta                 | Esporte             | Modalidade(s)          | Medalha        | Idade                       |
| ------ | ---------------------- | ------------------- | ---------------------- | -------------- | --------------------------- |
| 1      | Rayssa Leal            | Skate               | street feminino        | prata em 2020  | 13 anos, 6 meses e 21 dias  |
| 2      | Rayssa Leal            | Skate               | street feminino        | bronze em 2024 | 16 anos, 6 meses e 24 dias  |
| 3      | Ana Cristina de Souza  | Voleibol            | equipe feminina quadra | prata em 2020  | 17 anos, 4 meses e 1 dia    |
| 4      | Rosângela Santos       | Atletismo           | 4x100 m rasos          | bronze em 2008 | 17 anos, 8 meses e 2 dias   |
| 5      | Renata Koki            | Futebol             | equipe feminina campo  | prata em 2004  | 18 anos, 1 mês e 18 dias    |
| 6      | Marta Vieira           | Futebol             | equipe feminina campo  | prata em 2004  | 18 anos, 6 meses e 7 dias   |
| 7      | Francielle Alberto     | Futebol             | equipe feminina campo  | prata em 2008  | 18 anos, 10 meses e 3 dias  |
| 8      | Júlia Soares           | Ginástica Artística | individual feminino    | bronze em 2024 | 18 anos, 11 meses e 24 dias |
| 9      | Fabiana Simões         | Futebol             | equipe feminina campo  | prata em 2008  | 19 anos e 17 dias           |
| 10     | Cristiane Rozeira      | Futebol             | equipe feminina campo  | prata em 2004  | 19 anos, 3 meses e 11 dias  |
| 11     | Kelly Cristina         | Futebol             | equipe feminina campo  | prata em 2004  | 19 anos, 3 meses e 11 dias  |
| 12     | Dayane Rocha           | Futebol             | equipe feminina campo  | prata em 2004  | 19 anos, 3 meses e 13 dias  |
| 13     | Priscila Flor da Silva | Futebol             | equipe feminina campo  | prata em 2024  | 19 anos, 11 meses e 19 dias |
| 14     | Bárbara Barbosa        | Futebol             | equipe feminina campo  | prata em 2008  | 20 anos, 1 mês e 17 dias    |
| 15     | Ana Cristina de Souza  | Voleibol            | equipe feminina quadra | bronze em 2024 | 20 anos, 4 meses e 3 dias   |
| 16     | Érika Coimbra          | Voleibol            | equipe feminina quadra | bronze em 2000 | 20 anos, 6 meses e 7 dias   |
| 17     | Érika Santos           | Futebol             | equipe feminina campo  | prata em 2008  | 20 anos, 6 meses e 17 dias  |
| 18     | Daniela Alves          | Futebol             | equipe feminina campo  | prata em 2004  | 20 anos, 7 meses e 14 dias  |
| 19     | Kelly Santos           | Basquetebol         | equipe feminina quadra | bronze em 2000 | 20 anos, 10 meses e 20 dias |
| 20     | Thaísa Daher           | Voleibol            | equipe feminina quadra | ouro em 2008   | 21 anos, 3 meses e 8 dias   |

## Medalhistas por gênero
| Modalidade          | Homens          | Homens           | Homens            | Homens            | Mulheres        | Mulheres         | Mulheres          | Mulheres          | Misto           | Misto            | Misto             | Misto             |
| Modalidade          | Medalha de ouro | Medalha de prata | Medalha de bronze | Total de medalhas | Medalha de ouro | Medalha de prata | Medalha de bronze | Total de medalhas | Medalha de ouro | Medalha de prata | Medalha de bronze | Total de medalhas |
| ------------------- | --------------- | ---------------- | ----------------- | ----------------- | --------------- | ---------------- | ----------------- | ----------------- | --------------- | ---------------- | ----------------- | ----------------- |
| Judô                | 2               | 4                | 13                | 19                | 3               | 0                | 5                 | 8                 | 0               | 0                | 1                 | 1                 |
| Atletismo           | 4               | 4                | 11                | 19                | 1               | 0                | 1                 | 2                 | -               | -                | -                 | -                 |
| Vela                | 6               | 3                | 7                 | 16                | 2               | 0                | 1                 | 3                 | -               | -                | -                 | -                 |
| Natação             | 1               | 4                | 10                | 15                | -               | -                | -                 | -                 | -               | -                | -                 | -                 |
| Voleibol de praia   | 2               | 3                | 1                 | 6                 | 2               | 4                | 2                 | 8                 | -               | -                | -                 | -                 |
| Voleibol            | 3               | 3                | 0                 | 6                 | 2               | 1                | 3                 | 6                 | -               | -                | -                 | -                 |
| Ginástica artística | 1               | 2                | 1                 | 4                 | 2               | 3                | 1                 | 6                 | -               | -                | -                 | -                 |
| Futebol             | 2               | 3                | 2                 | 7                 | 0               | 3                | 0                 | 3                 | -               | -                | -                 | -                 |
| Boxe                | 2               | 1                | 3                 | 6                 | 0               | 1                | 2                 | 3                 | -               | -                | -                 | -                 |
| Canoagem            | 1               | 3                | 1                 | 5                 | -               | -                | -                 | -                 | -               | -                | -                 | -                 |
| Skate               | 0               | 2                | 1                 | 3                 | 0               | 1                | 1                 | 2                 | -               | -                | -                 | -                 |
| Basquete            | 0               | 0                | 3                 | 3                 | 0               | 1                | 1                 | 2                 | -               | -                | -                 | -                 |
| Tiro esportivo      | 1               | 2                | 1                 | 4                 | -               | -                | -                 | -                 | -               | -                | -                 | -                 |
| Surfe               | 1               | 0                | 1                 | 2                 | 0               | 1                | 0                 | 1                 | -               | -                | -                 | -                 |
| Hipismo             | 1               | 0                | 2                 | 3                 | -               | -                | -                 | -                 | -               | -                | -                 | -                 |
| Taekwondo           | 0               | 0                | 2                 | 2                 | 0               | 0                | 1                 | 1                 | -               | -                | -                 | -                 |
| Maratona aquática   | -               | -                | -                 | -                 | 1               | 0                | 1                 | 2                 | -               | -                | -                 | -                 |
| Pentatlo moderno    | -               | -                | -                 | -                 | 0               | 0                | 1                 | 1                 | -               | -                | -                 | -                 |
| Tênis               | -               | -                | -                 | -                 | 0               | 0                | 1                 | 1                 | -               | -                | -                 | -                 |
| Total               | 27              | 34               | 59                | 120               | 13              | 15               | 21                | 49                | 0               | 0                | 1                 | 1                 |

## Medalhistas por estado de nascimento
A tabela a seguir conta o número de medalhistas olímpicos por estado de nascimento da federação, seja em competições individuais ou em equipe (ou seja, diferente da contagem oficial que concede a uma equipe a contagem de apenas uma medalha no quadro geral).
| Estado              |    |    |     |     |
| ------------------- | -- | -- | --- | --- |
| São Paulo           | 49 | 82 | 101 | 232 |
| Rio de Janeiro      | 24 | 34 | 41  | 99  |
| Minas Gerais        | 13 | 18 | 14  | 45  |
| Rio Grande do Sul   | 11 | 23 | 15  | 50  |
| Paraná              | 8  | 20 | 13  | 41  |
| Bahia               | 7  | 12 | 9   | 28  |
| Distrito Federal    | 7  | 4  | 6   | 16  |
| Pernambuco          | 5  | 1  | 3   | 9   |
| Espírito Santo      | 3  | 4  | 3   | 10  |
| Paraíba             | 3  | 3  | 1   | 7   |
| Acre                | 2  | 0  | 0   | 2   |
| Alagoas             | 1  | 3  | 2   | 6   |
| Piauí               | 1  | 3  | 1   | 5   |
| Rio Grande do Norte | 1  | 2  | 4   | 7   |
| Goiás               | 1  | 2  | 1   | 4   |
| Pará                | 1  | 1  | 1   | 3   |
| Sergipe             | 1  | 0  | 1   | 2   |
| Roraima             | 1  | 0  | 0   | 1   |
| Santa Catarina      | 0  | 6  | 4   | 10  |
| Maranhão            | 0  | 3  | 3   | 6   |
| Ceará               | 0  | 3  | 0   | 3   |
| Mato Grosso do Sul  | 0  | 1  | 4   | 5   |
| Amazonas            | 0  | 1  | 1   | 2   |
| Mato Grosso         | 0  | 1  | 0   | 1   |

## Medalhistas brasileiros nascidos em solo estrangeiro
A tabela a seguir contabiliza atletas medalhistas brasileiros nascidos em solo estrangeiro que escolheram representar o Brasil, seja por naturalização ou cidadania herdada de seus pais.
| País           | Atleta           | Esporte        |   |   |   |   |
| -------------- | ---------------- | -------------- | - | - | - | - |
| França         | Rodrigo Pessoa   | Hipismo        | 1 | 0 | 2 | 3 |
| Suécia         | Lars Björkström  | Vela           | 1 | 0 | 0 | 1 |
| Estados Unidos | Angelina Alonso  | Futebol        | 0 | 1 | 0 | 1 |
| Argentina      | Antonio Sucar    | Basquetebol    | 0 | 0 | 2 | 2 |
| Alemanha       | Burkhard Cordes  | Vela           | 0 | 0 | 1 | 1 |
| Japão          | Chiaki Ishii     | Judô           | 0 | 0 | 1 | 1 |
| Reino Unido    | Flávio Canto     | Judô           | 0 | 0 | 1 | 1 |
| Alemanha       | Júlia Bergmann   | Voleibol       | 0 | 0 | 1 | 1 |
| Colômbia       | Kátia Lopes      | Voleibol       | 0 | 0 | 1 | 1 |
| Estados Unidos | Rosângela Santos | Atletismo      | 0 | 0 | 1 | 1 |
| Alemanha       | Sebastião Wolf   | Tiro esportivo | 0 | 0 | 1 | 1 |
| Bielorrússia   | Victor Mirshawka | Basquetebol    | 0 | 0 | 1 | 1 |